# غواتيمالا
غواتيمالا (بالإسبانية: Guatemala)، رسميًا جمهورية غواتيمالا (بالإسبانية: República de Guatemala)، هي دولة في أمريكا الوسطى تحدها المكسيك من الشمال والغرب والمحيط الهادئ إلى الجنوب الغربي، وبليز من الشمال الشرقي والكاريبي والهندوراس إلى الشرق والسلفادور إلى الجنوب الشرقي. بتعداد سكاني يقدر بحوالي 15.8 مليون نسمة، غواتيمالا هي الدولة الأكثر اكتظاظاً بالسكان في أمريكا الوسطى.
البلاد ديمقراطية تمثيلية عاصمتها وأكبر مدنها غواتيمالا دي لا أسونسيون والمعروفة أيضًا باسم مدينة غواتيمالا. تضيف وفرة النظم الإيكولوجية الفريدة في غواتيمالا إلى صيت أمريكا الوسطى باعتبارها نقطة ساخنة من حيث التنوع البيولوجي. تمركزت حضارة المايا السابقة في أمريكا الوسطى والتي استمرت طوال فترة ما بعد الكلاسيكية حتى وصول الإسبان. عاش المايا في غواتيمالا والهندوراس وبليز والجزء الجنوبي من المكسيك والأجزاء الشمالية من السلفادور قبل وصول المستوطنين الأوروبيين.
نالت غواتيمالا استقلالها عن إسبانيا في عام 1821، وانضمت إلى الإمبراطورية المكسيكية. بعد أن أصبحت دولة مستقلة في حد ذاتها، حكمها مجموعة من الحكام المستبدين وبمساعدة من شركة يونايتد فروتس. شهدت غواتيمالا في أواخر القرن العشرين حربًا أهلية دامت 36 عامًا. بعد الحرب، شهدت غواتيمالا انتخابات ديمقراطية متعاقبة، كان آخرها في عام 2007.

## أصل التسمية
منشأ التسمية «غواتيمالا» غير واضح، ولكن توجد عدة نظريات. قد تشتق «غواتيمالا» (Guatemala) من «غوتيمالا» (Goathemala)، والتي تعني «أرض الأشجار» في لغة المايا تولتيك. تفيد نظرية أخرى أنها تأتي من التعبير الناهيوتلي «كوايهتيتلان» (Cuauhtitlan) ومعناه «بين الأشجار». «كوايهتيتلان» كان اسم الجنود التلاكسكاليكانيين الذين رافقوا بيدرو دي ألفارادو أثناء الغزو الإسباني. أخيراً، هناك نظرية تقول أن التسمية هي تحريف إسباني لكلمة من ناهوا هي «كوكتموكت-لان» (coactmoct-lan) والتي تعني «أرض الثعبان آكل الطيور» 

## تاريخ

### ما قبل كولومبوس
أول دليل على استيطان الإنسان لغواتيمالا يعود إلى ما لا يقل عن 12,000 سنة قبل الميلاد. هناك أدلة قد تضع هذا التاريخ قرب 18,000 عامًا قبل الميلاد، مثل وجود رؤوس السهام السبجية والتي عُثِر عليها في أجزاء مختلفة من البلاد. هناك أدلة أثرية على أن أوائل المستوطنين الغواتيماليين كانوا صيادين وجامعي ثمار، ولكن عينات من غبار الطلع من بيتين وساحل المحيط الهادئ تشير إلى تطوير زراعة الذرة 3,500 قبل الميلاد. عُثِر على مواقع يعود تاريخها إلى 6,500 قبل الميلاد في كيتشي في المرتفعات وسيباكات في اسكوينتلا في مركز ساحل المحيط الهادئ.
يقسم علماء الآثار تاريخ أمريكا الوسطى ما قبل كولومبوس إلى فترة ما قبل كلاسيكية (2000 ق.م إلى 250 م)، والفترة الكلاسيكية (250-900 م) والفترة الكاليستية (900-1500 م). وحتى وقت قريب، اعتبرت الفترة الكلاسيكية كطور تكويني، حيث ظهرت قرى صغيرة تضم مزارعين يعيشون في أكواخ، وبعض المباني القليلة الدائمة، ولكن تم الطعن هذه الفكرة عبر الاكتشافات الأخيرة لصروح معمارية تعود لتلك الحقبة، مثل مذبح لا بلانكا في سان ماركوس الذي يعود إلى عام 1,000 ق.م؛ والمواقع الشعائرية في ميرافلوريس وال نارانخو لنحو 801 ق.م، وأوائل الأقنعة الأثرية والمدن في حوض ميرادور مثل ناكبه وكسولنال وال تينال وواكنا وال ميرادور.
كانت ال ميرادور إلى حد بعيد المدينة الأكثر سكانًا في أمريكا ما قبل كولومبوس؛ حيث يغطى كل من الهرمين تيغري ومونوس مساحة بحجم أكبر من 250,000 م3. كانت ميرادور أول دولة ذات تنظيم سياسي في أمريكا، وتعرف باسم مملكة كان في النصوص القديمة. كانت هناك 26 مدينة تربطها ساكبيوب (طرق سريعة) والتي بلغ طولها عدة كيلومترات وبعرض وصل إلى 40 متراً وبارتفاع بين 2-4 م عن سطح الأرض ممهدة بالجص والتي يمكن تمييزها بوضوح من الجو في معظم الغابات المطيرة البكر الواسعة النطاق في أمريكا الوسطى.

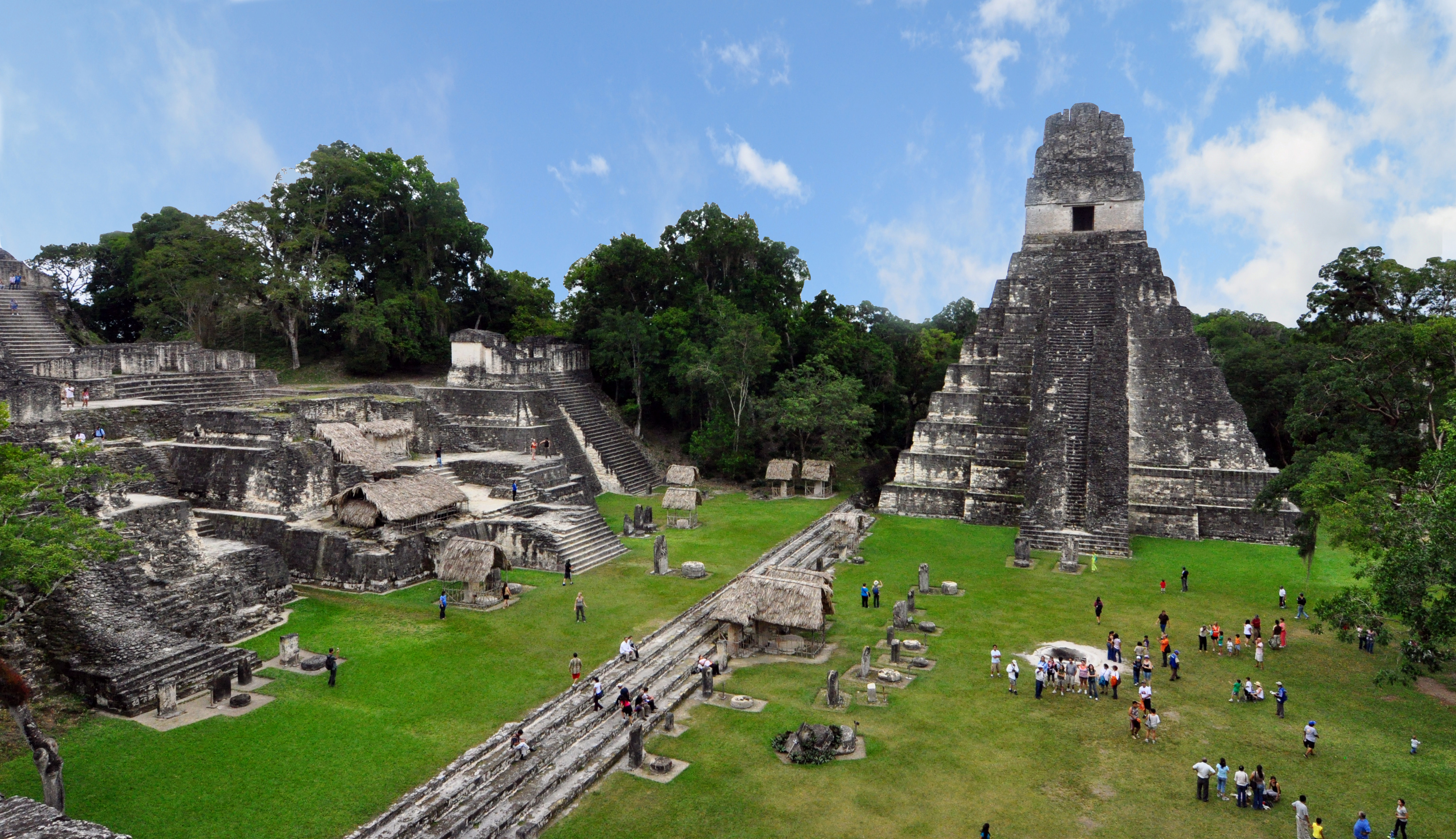
آثار المايا في تيكال.

الفترة الكلاسيكية من الحضارة الأمريكية الوسطى تتوافق مع ذروة حضارة المايا، والتي يمثلها عدد لا يحصى من المواقع في جميع أنحاء غواتيمالا، على الرغم من أن أكبر تجمع يقع في بيتين. تتميز هذه الفترة ببناء المدن الواسع، ونمو الدول المدن المستقلة، والاتصال مع الثقافات الأخرى في أمريكا الوسطى.
استمر هذا الحال حتى حوالي 900 م، عندما انهارت حضارة المايا الكلاسيكية. تخلى المايا عن العديد من المدن في السهول الوسطى، أو راحوا ضحية مجاعة سببها الجفاف. يناقش العلماء قضية انهيار حضارة المايا الكلاسيكية، ولكن نظرية الجفاف هي الأكثرها قبولًا والتي اكتشفها علماء درسوا قاع البحيرات وبذور الطلع القديمة وأدلة مادية الأخرى. يعتقد أن سلسلة من موجات الجفاف طويلة الأمد خلفت صحراء موسمية أهلكت المايا، الذين اعتمدوا في المقام الأول على مياه الأمطار العادية.
تمثل الممالك الإقليمية الفترة ما بعد الكلاسيكية، مثل إتزا وكويوج في منطقة البحيرات في بيتين، ومام وكيشيس وكاكشيكيل وتزوتوهيل وبوكومشي وكيكشي وتشورتي في المرتفعات. حافظ هذه المدن على العديد من جوانب حضارة المايا، ولكنها لم تعادل حجم أو قوة المدن الكلاسيكية.
تشترك حضارة المايا في العديد من الميزات مع الحضارات الأخرى في أمريكا الوسطى نظراً للدرجة عالية من التفاعل والانتشار الثقافي التي اتسمت بها المنطقة. لم تقدم تلك الحضارة الكتابة أو النقوش أو التقويم، لكن حضارة المايا طورتها بالكامل. يمكن الكشف عن تأثير المايا في هندوراس وغواتيمالا وشمال السلفادور حتى مناطق بعيدة مثل وسط المكسيك، وأكثر من 1000 كم بعدًا من منطقة المايا. عُثِر على العديد من التأثيرات الخارجية في الفن والعمارة والتي يعتقد أنها تعود للتبادل التجاري والثقافي بدلًا من الغزو الخارجي المباشر.

### الحقبة الاستعمارية

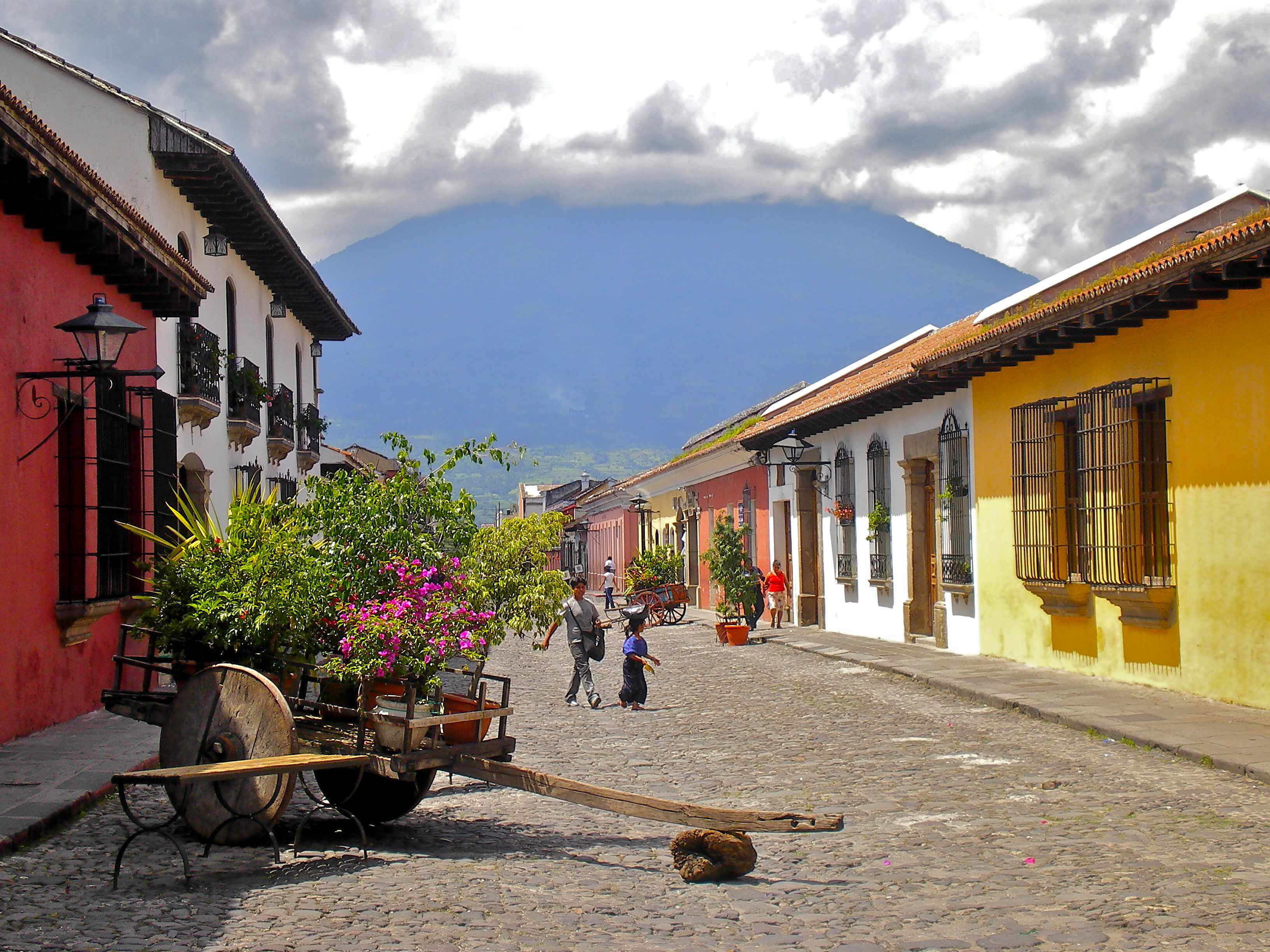
كاييه ديل أركو في أنتيغوا

بعد وصولهم إلى ما سمي بالعالم الجديد، باشر الإسبان عدة حملات في غواتيمالا ابتداء من عام 1519. بعد فترة لا تعد بالطويلة، أسفر الاتصال بالإسبان عن وباء دمر السكان الأصليين. منح هرنان كورتيس - الذي قاد الغزو الإسباني للمكسيك - تصريحًا للقائدين غونزالو دي ألفارادو وشقيقه بيدرو دي ألفارادو للسيطرة على هذه الأرض. تحالف ألفارادو في البداية مع شعب كاكتشيكيل لمحاربة خصومهم التقليديين شعب كيشي. انقلب ألفارادو لاحقًا ضد كاكتشيكيل وبسط في نهاية المطاف السيطرة الإسبانية على كامل المنطقة. صعدت عدة عائلات من أصل إسباني لاحقًا على الساحة الغواتيمالية الاستعمارية بما في ذلك الألقاب دي أريفياغا وأرويافي وألفاريز دي لاس أستورياس وغونزاليس دي باتريس وكورونادو وغالفيس كورال ومينكوس ودلغادو دي نأخيرا ودي لا توفيا وفارون دي بيرييزا.
خلال الفترة الاستعمارية، كانت غواتيمالا أودينثيا وقبطانية عامة (كابيتانيا جينيرال دي غواتيمالا) من إسبانيا، وجزء من إسبانيا الجديدة (المكسيك). امتدت من الولايات المكسيكية الحديثة تاباسكو وتشياباس (بما في ذلك إدارة سوكونوسكو المنفصلة حينها) وصولاً لكوستاريكا. لم تكن تلك المنطقة غنية بالمعادن (الذهب والفضة) مثل المكسيك والبيرو وبالتالي لم تمتلك أهمية تذكر. كانت المنتجات الرئيسية قصب السكر والكاكاو وصباغ الأنيل الأزرق والصباغ الأحمر من الدودة القرمزية، والأخشاب الثمينة المستخدمة في العمل الفني في الكنائس والقصور في إسبانيا.
سميت أول عاصمة تكبان غواتيمالا والتي تأسست في 25 يوليو 1524 بينما أطلق اسم فيلا دي سانتياغو دي غواتيمالا على منطقة قرب إكسيمشي عاصمة كاكتشيكيل. نقلت العاصمة إلى مدينة سيوداد فيخا يوم 22 نوفمبر 1527 عندما هاجم كاكتشيكيل المدينة. في 11 سبتمبر 1541 أغرقت المدينة عندما انهارت بحيرة في فوهة بركان أغوا بسبب الأمطار الغزيرة والزلازل، ونقلت 6 كم إلى أنتيغوا في وادي بانتشوي وهو الآن من مواقع اليونسكو للتراث العالمي. دمرت عدة من الهزات الأرضية المدينة في 1773-1774، عندما منح ملك إسبانيا الترخيص لنقل العاصمة إلى وادي ارميتا، والذي سمي باسم كنيسة كاثوليكية، إلى فيرجن دي إل كارمن في موقعها الحالي في 2 يناير 1776.

### الاستقلال والقرن التاسع عشر

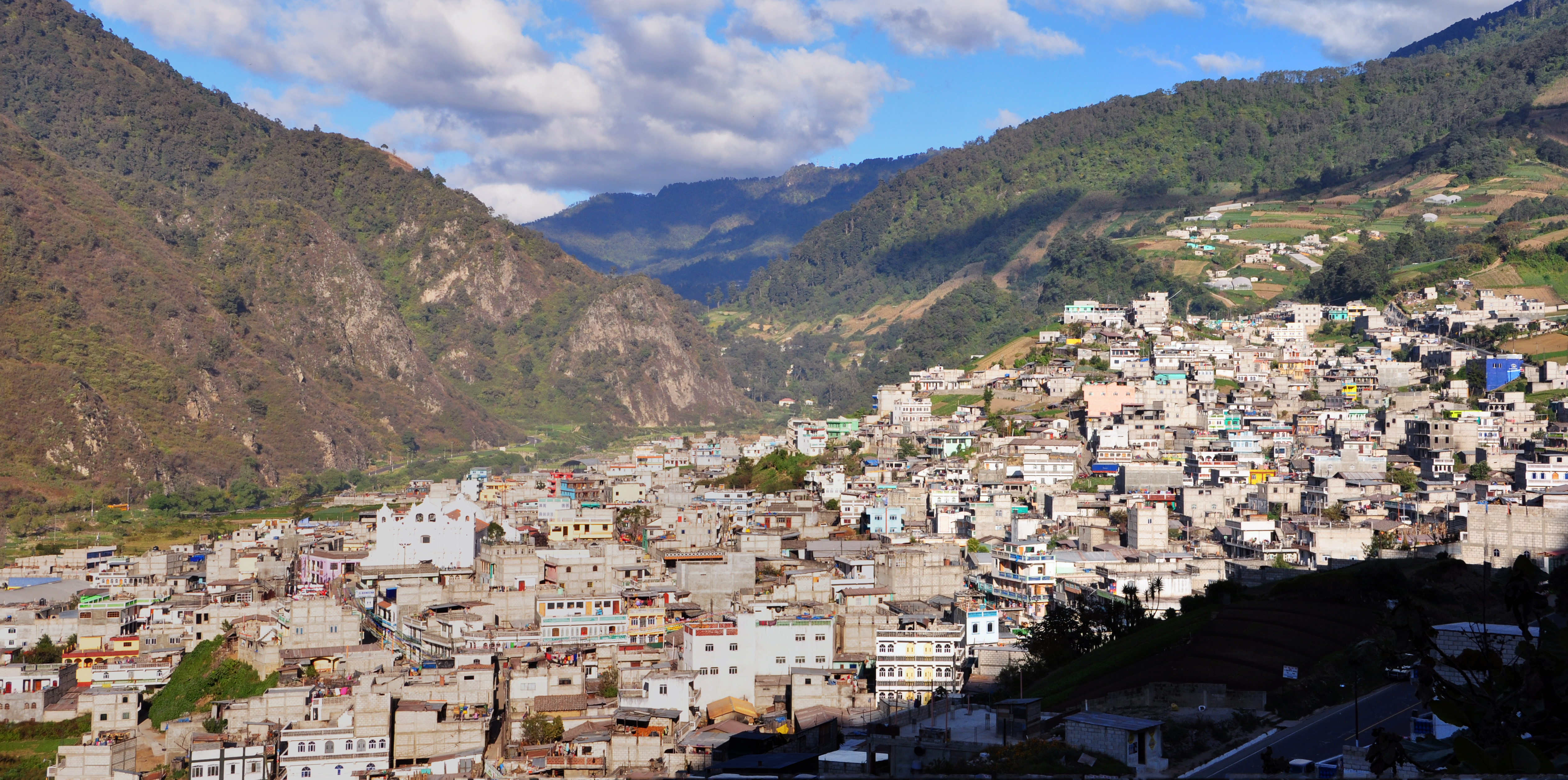
زونيل

في 15 سبتمبر 1821، أعلنت القبطانية العامة لغواتيمالا (التي شكلتها تشياباس وغواتيمالا والسلفادور ونيكاراغوا وكوستاريكا وهندوراس) رسميًا إستقلالها عن إسبانيا واندماجها في الإمبراطورية المكسيكية والتي انحلت بعد عامين. خضعت هذه المنطقة رسميًا لسيطرة إسبانيا الجديدة طوال الفترة الاستعمارية، ولكن جرت إدارتها بشكل منفصل لأسباب عملية. انفصلت جميعها لاحقًا عن المكسيك عدا ولاية تشياباس بعد أن أجبر أغوستين الأول من المكسيك على التنازل عن العرش.
شكلت مقاطعات غواتيمالا المقاطعات المتحدة في أمريكا الوسطى، أو كما يعرف أيضاً باسم اتحاد أمريكا الوسطى. انحل الاتحاد في الحرب الأهلية 1838-1840. كان رافائيل كاريرا الغواتيمالي ذا دور مؤثر في قيادة التمرد ضد الحكومة الاتحادية وتفكك الاتحاد. خلال هذه الفترة أعلنت منطقة المرتفعات لوس ألتوس الاستقلال عن غواتيمالا، لكن كاريرا ضمها مجدداً حيث هيمن على الحياة السياسية في غواتيمالا حتى عام 1865 مدعوماً من المحافظين وأصحاب الأراضي الكبيرة والكنيسة.
دارت «الثورة الليبرالية» في غواتيمالا عام 1871 تحت قيادة خوستو روفينو باريوس الذي عمل على تحديث البلاد وتحسين التجارة وإدخال محاصيل جديدة والتصنيع. خلال هذه الحقبة أصبح البن محصولاً مهماً في غواتيمالا. كان لباريوس طموحات بتوحيد أمريكا الوسطى وقاد البلاد إلى الحرب في محاولة فاشلة لتحقيق هذا الأمر حيث خسر حياته في ساحة المعركة في عام 1885 ضد قوات السلفادور.
من 1898 إلى 1920، حكم الدكتاتور مانويل استرادا كابريرا والذي دعم وصوله إلى سدة الرئاسة شركة الفواكه المتحدة. كان خلال فترة رئاسته الطويلة أن أصبحت شركة الفواكه المتحدة قوة كبرى في غواتيمالا.

### منذ 1944 حتى الوقت الحاضر

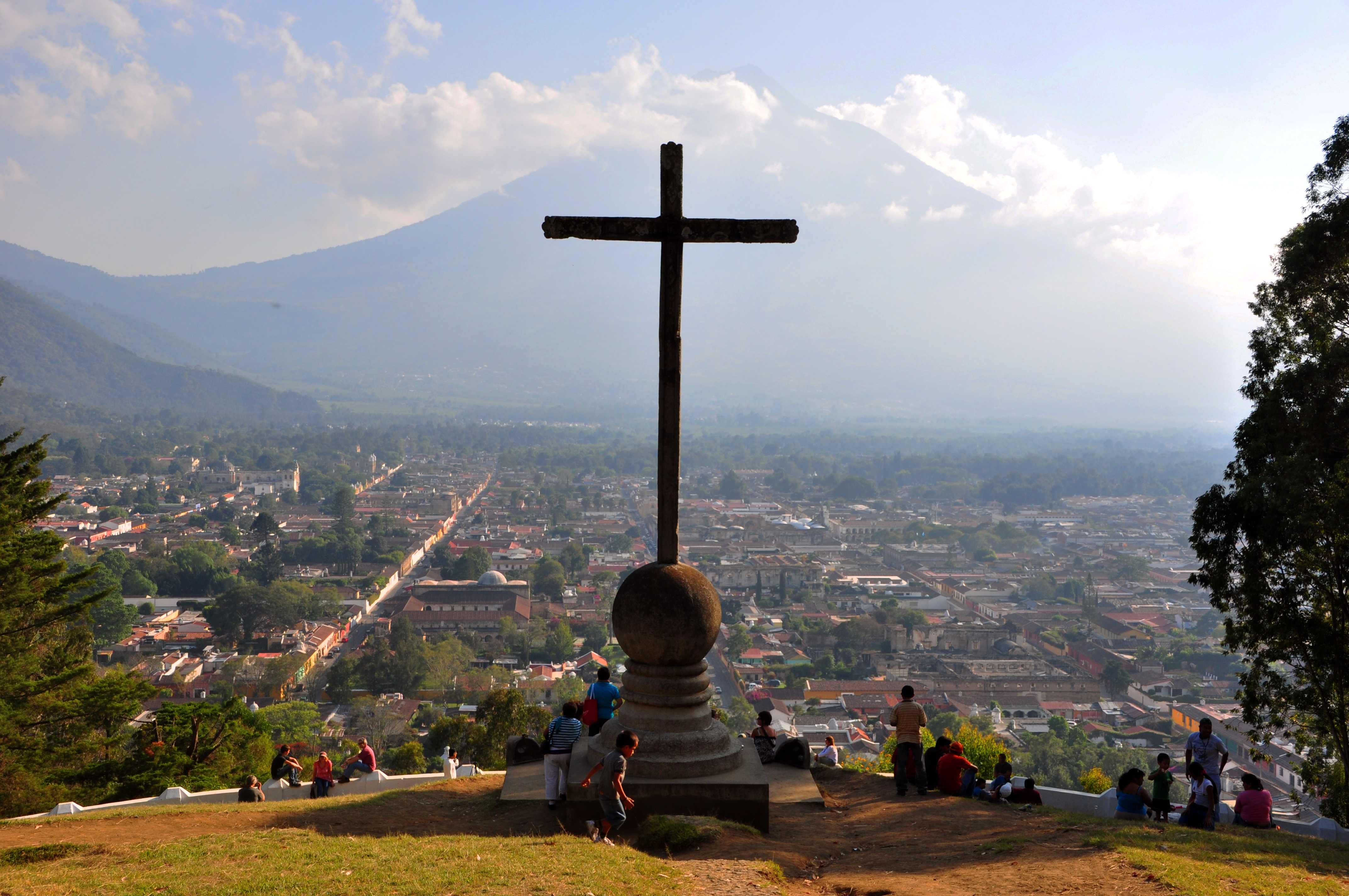
مشهد لأنتيغوا غواتيمالا من سيرو دي لا كروز (تلة الصليب) 2009

في 4 يوليو 1944 اضطر الدكتاتور خورخي أوبيكو كاستانيدا إلى الاستقالة من منصبه استجابة لموجة من الاحتجاجات وإضراب عام. كما أجبر الجنرال البديل خوان فريدريكو بونسي فايدس في وقت لاحق على التنحي من منصبه في 20 أكتوبر 1944 بعد انقلاب عسكري بقيادة الميجور فرانسيسكو خافيير أرانا والكابتن جاكوبو أربينز غوزمان. قتل نحو 100 شخص في الانقلاب. قادت البلاد لجنة عسكرية تتكون من أرانا وأربينز وخورخي تورييو غاريدو.
دعا المجلس العسكري الحاكم للانتخابات الحرة الأولى في غواتيمالا والتي فاز بها بغالبية 85% الكاتب والمعلم البارز خوان خوسيه أريفالو بيرميخو والذي عاش في المنفى في الأرجنتين لمدة 14 عاماً. كان أريفالو أول رئيس منتخب ديمقراطياً في غواتيمالا ينهي بصورة كاملة فترة حكمه التي انتخب لها. انتقدت سياساته «المسيحية الاشتراكية» المستوحاة من «الصفقة الأميركية الجديدة» من قبل ملاك الأراضي والطبقة العليا بأنها «شيوعية».
كانت هذه الفترة أيضاً بداية الحرب الباردة بين الولايات المتحدة والاتحاد السوفياتي، والتي كان لها تأثير كبير على تاريخ غواتيمالا. دعمت حكومة الولايات المتحدة الجيش الغواتيمالي منذ الخمسينيات وحتى التسعينيات دعماً مباشراً بالتدريب والسلاح والمال.

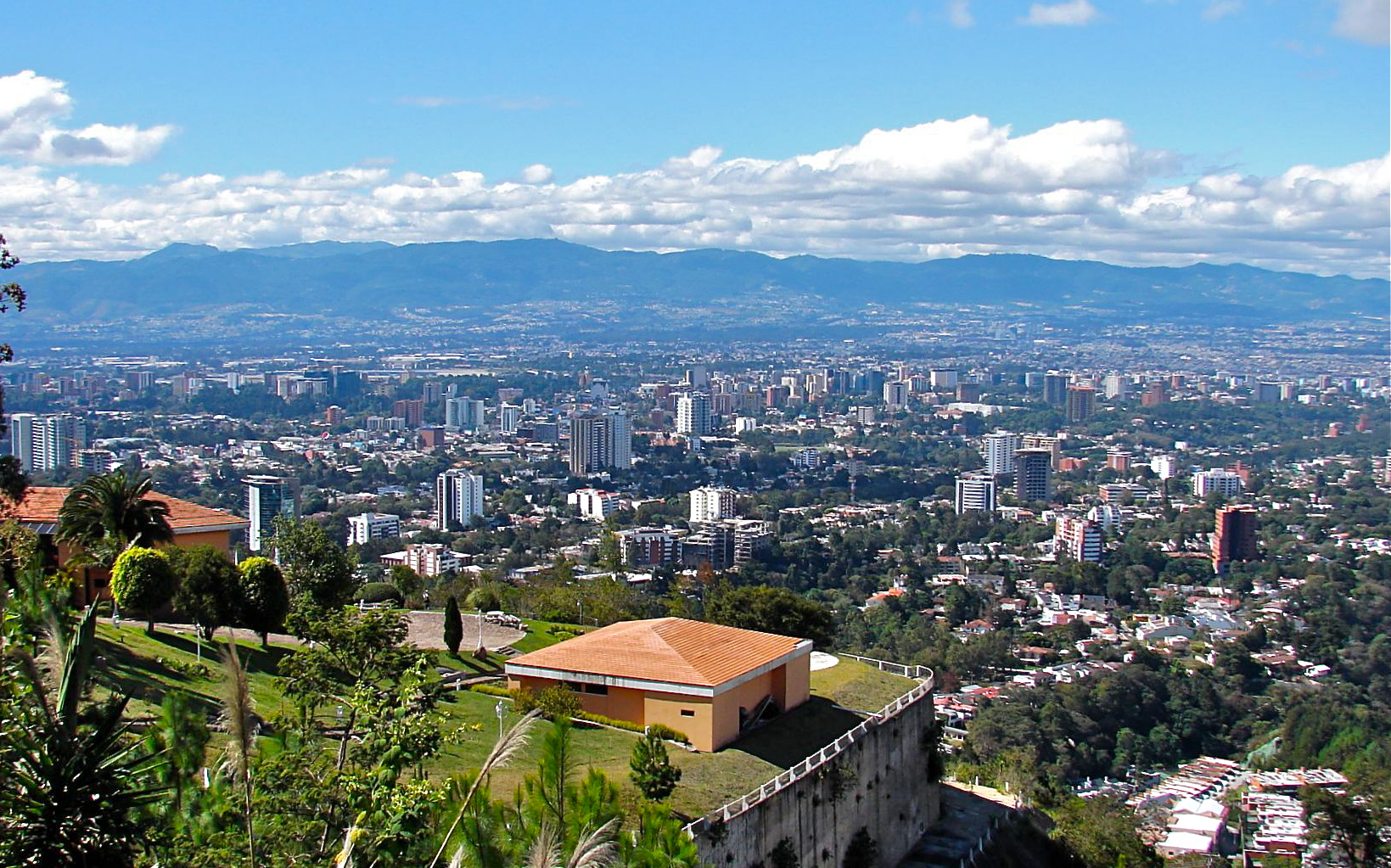
مدينة غواتيمالا

في عام 1954، أطيح بجاكوبو أربينز غوزمان -خليفة أريفالو المنتخب ديمقراطياً- في انقلاب دبرته وكالة الاستخبارات المركزية الأمريكية. اعتبر غومان نفسه اشتراكياً وبعد الإصلاحات الزراعية التي قام بها تدخلت وكالة المخابرات المركزية لخشيتها من تحول الحكومة الاشتراكية إلى رأس جسر سوفياتي في نصف الكرة الغربي. تم تثبيت الكولونيل كارلوس كاستيو أرماس رئيساً للبلاد في عام 1954 وحكم البلاد حتى اغتياله على يد أحد حراسه الشخصيين عام 1957. تشير العديد من الأدلة على تورط شركة الفاكهة المتحدة الأمريكية (التي غيرت اسمها في عام 1970 إلى تشيكيتا براندز انترناشيونال) في دور فاعل في هذا الانقلاب، حيث أن الإصلاحات التي قام بها جاكوبو أربينز هددت مصالح الشركة في غواتيمالا، لا سيما أن الشركة تمتلك علاقات مباشرة مع البيت الأبيض ووكالة الاستخبارات المركزية.
تولى الجنرال ميغيل يديغوراس فوينتيس السلطة في الانتخابات التالية. ذاع صيت ذاك الرئيس لتحديه الرئيس المكسيكي إلى مبارزة جنتلمان على جسر على الحدود الجنوبية لإنهاء الخلاف حول موضوع الصيد غير المشروع من قبل الزوارق المكسيكية على الساحل الغوتيمالي من المحيط الهادئ، حيث أغرق سلاح الجو الغواتيمالي اثنين منها. أذن يديغوراس بتدريب 5000 كوبي مناهض لكاسترو في غواتيمالا. كما قدم أيضاً مهابط طائرات في منطقة بيتين لما أصبح يعرف فيما بعد بغزو خليج الخنازير الفاشل عام 1961. أطيح بحكومة يديغوراس في عام 1963 عندما هاجمت القوات الجوية الغواتيمالية قواعد عسكرية عدة. قاد الانقلاب وزير دفاعه العقيد انريكي بيرالتا أزورديا.

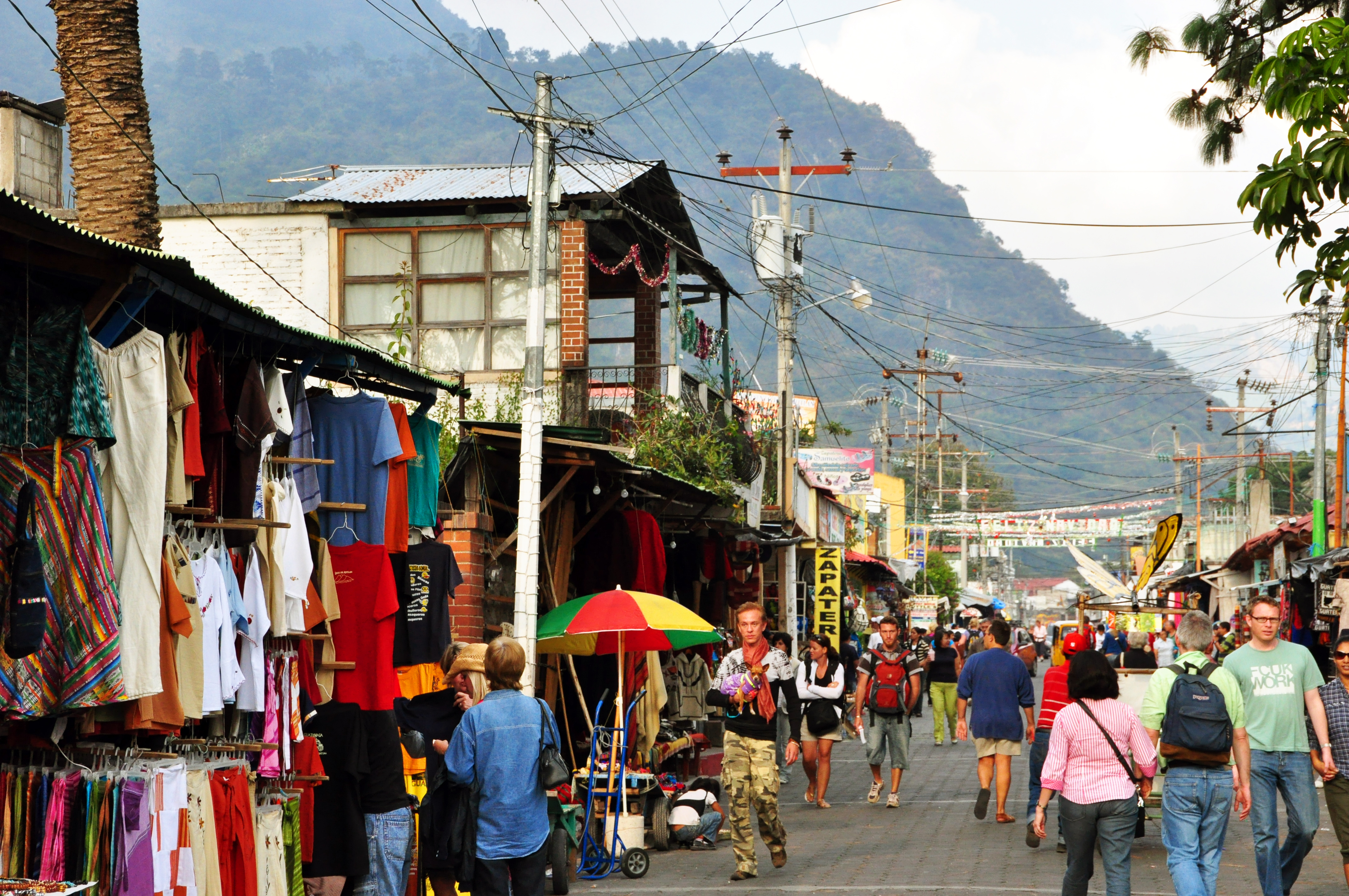
كاييه سانتاندير هو شارع سياحي في مدينة باناخاشيل، 2009

انتخب خوليو سيزار منديز مونتينغرو عام 1966 رئيساً لغواتيمالا تحت شعار «الانفتاح الديمقراطي». كان منديز مونتينغرو مرشحاً عن الحزب الثوري، وهو حزب عن يسار الوسط تعود أصوله لحقبة ما بعد أوبيكو. تشكلت في الفترة ذاتها المنظمات شبه العسكرية اليمينية، مثل «اليد البيضاء» (مانو بلانكا) والجيش السري المناهض للشيوعية. كانت تلك المنظمات في طليعة «فرق الموت» سيئة الصيت. أرسلت الولايات المتحدة مستشارين عسكريين من قواتها الخاصة (القبعات الخضر) إلى غواتيمالا لتدريب قواتها والمساعدة في تحويل جيشها إلى قوة حديثة في مكافحة التمرد مما جعلها في نهاية المطاف الأكثر تطوراً في أمريكا الوسطى.
في عام 1970، انتخب العقيد كارلوس مانويل أرانا أوسوريو رئيساً للبلاد. دخلت حركة حرب عصابات جديدة البلاد من المكسيك، في المرتفعات الغربية في عام 1972. في الانتخابات المتنازع عليها في عام 1974، فاز الجنرال كخيل لوغيرود غارسيا على الجنرال إفراين ريوس مونت مرشح الحزب الديمقراطي المسيحي والذي زعم أنه تعرض للغش وحرم النصر عبر الاحتيال. في 4 فبراير 1976، دمر زلزال كبير عدداً من المدن وتسبب في أكثر من 25,000 حالة وفاة. في عام 1978، وفي انتخابات مزورة، تولى الجنرال روميو لوكاس غارسيا السلطة.
شهدت السبعينات ولادة منظمتين عسكريتين هما جيش الفقراء ومنظمة الشعب المسلح واللتان باشرتا عملهما وكثفتاه في نهاية السبعينات. شنتا هجمات حرب عصابات على المناطق الحضرية والريفية أساساً ضد الجيش وبعض المدنيين المؤيدين للجيش. في عام 1979، أمر الرئيس الأميركي جيمي كارتر بفرض حظر على جميع المساعدات العسكرية للجيش الغواتيمالي بسبب الانتهاكات واسعة النطاق والمنهجية لحقوق الإنسان.

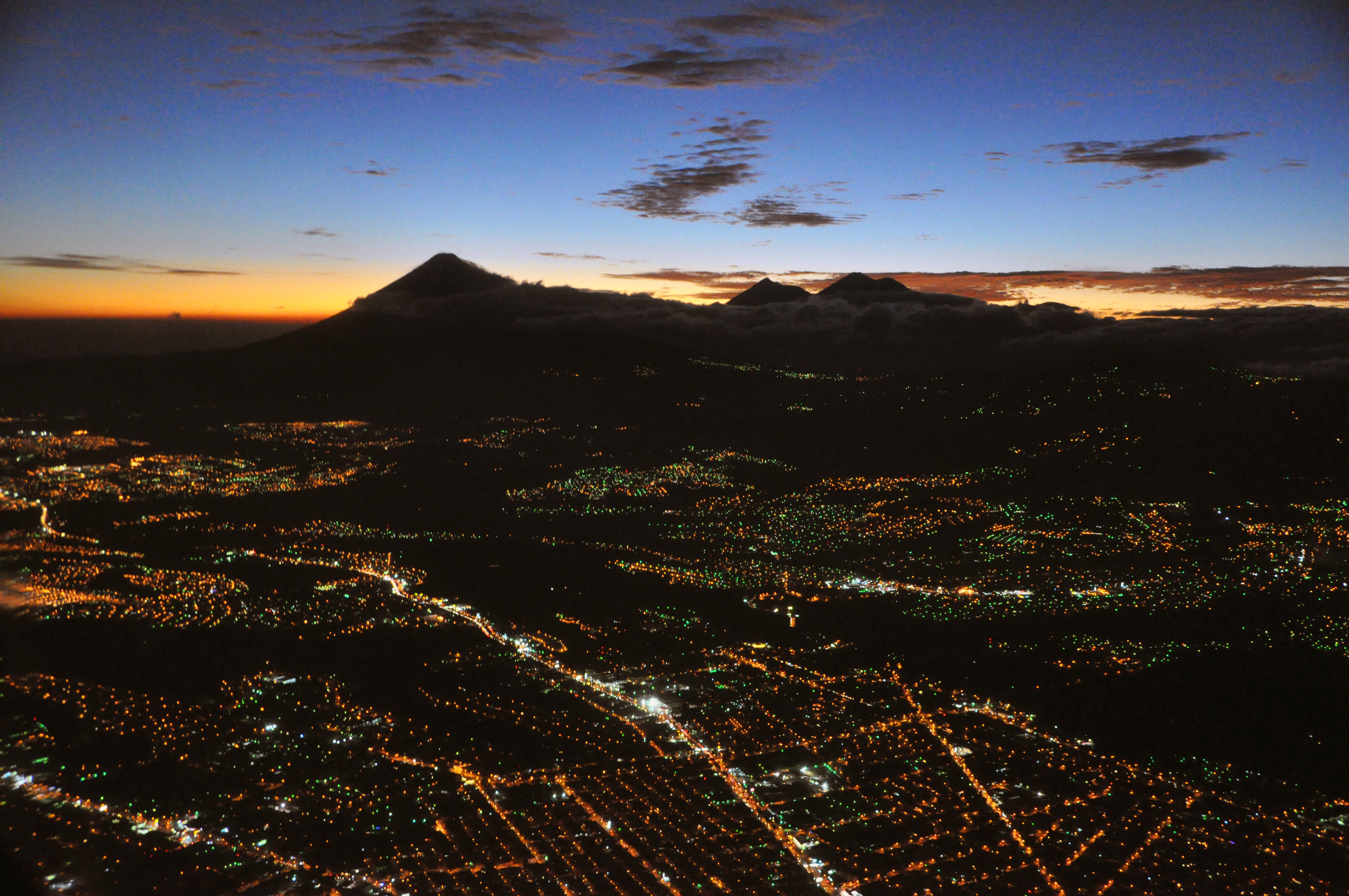
مدينة غواتيمالا ليلاً

في عام 1980، قامت مجموعة من سكان الكيشي الأصليين بالسيطرة على مقر السفارة الإسبانية للاحتجاج على مجازر الجيش في الريف. أطلقت الحكومة الغواتيمالية هجوماً قتل فيه جميع من في المبنى تقريباً نتيجة للحريق الذي التهم المبنى. زعمت الحكومة الغواتيمالية أن النشطاء هم من أشعلوا الحريق مضحين بأنفسهم. مع ذلك شكك السفير الإسباني الذي نجا من النيران في ذاك الادعاء مدعياً أن الشرطة الغواتيمالية قتلت عمداً كافة المعتصمين في المبنى وأشعلت النار لمحو الأثر. نتيجة لهذا الحادث، انهارت العلاقات الدبلوماسية بين إسبانيا وغواتيمالا.
أطيح بالحكومة في عام 1982 وعين الجنرال إفراين ريوس مونت رئيساً للمجلس العسكري. استمرت الحملة الدموية من التعذيب والاختفاء القسري وسياسة الأرض المحروقة. أصبحت البلاد دولة منبوذة دولياً. أطيح بريوس مونت من قبل الجنرال أوسكار أومبرتو ميخيا فيكتوريس والذي دعا إلى انتخاب جمعية وطنية دستورية لكتابة دستور جديد، مما أدى إلى إجراء انتخابات حرة في عام 1986 فاز بها فينيسيو سيريزو أريفالو مرشح الحزب الديمقراطي المسيحي.
في عام 1982، اندمجت أربع جماعات مسلحة هي جيش الفقراء ومنظمة الشعب المسلح والقوات المسلحة المتمردة وحزب العمال الغواتيمالي لتشكل الوحدة الوطنية الثورية الغواتيمالية متأثرة بجبهة التحرير الوطنية فارابوندو مارتي السلفادورية والجبهة الساندينية للتحرير الوطني النيكاراغوية وحكومة كوبا لكي تصبح أقوى. نتيجة لسياسة الأرض المحروقة التي اتبعها الجيش في الريف فر أكثر من 45,000 من الغواتيماليين عبر الحدود إلى المكسيك. وضعت الحكومة المكسيكية اللاجئين في مخيمات في تشياباس وتاباسكو.
في عام 1992، منحت جائزة نوبل للسلام لريغوبيرتا مينتشو لجهودها في جلب انتباه المجتمع الدولي إلى الإبادة الجماعية التي ترعاها الحكومة ضد السكان الأصليين.

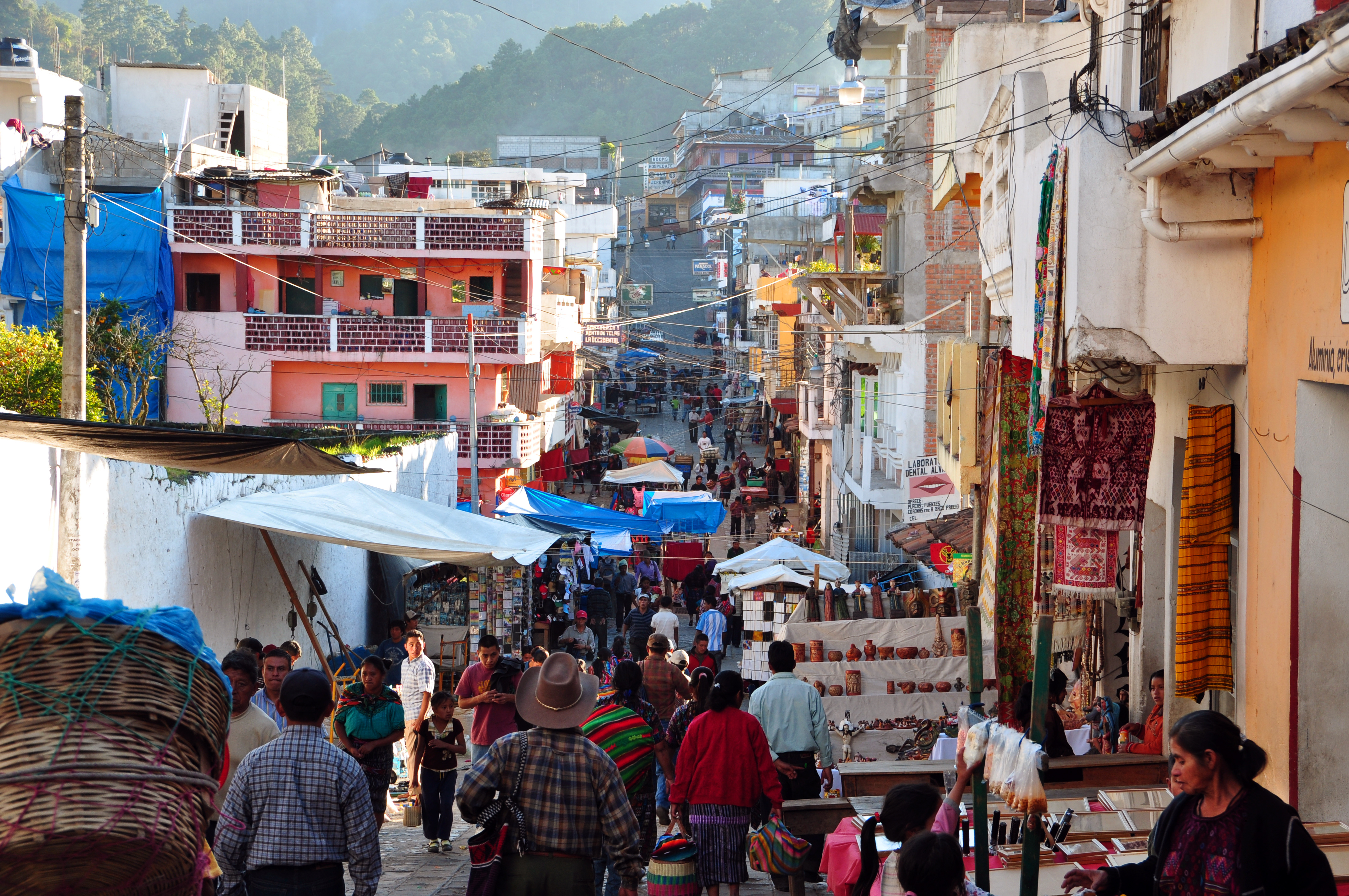
سوق في شيشيكاستينانغو 2009

انتهت الحرب الأهلية الغواتيمالية 1996 باتفاق سلام بين الحكومة والمتمردين. أدارت الأمم المتحدة الحوار بين الطرفين، حيث كانت المفاوضات كثيفة برعاية دول مثل إسبانيا والنرويج. تنازل كلا الطرفان تنازلات مهمة. نزع المتمردون سلاحهم وتلقوا أرضاً ليعملوا بها. وفقاً لبعثة تقصي الحقائق الأممية (بعثة من أجل التوضيح التاريخي) فإن قوات الحكومة والمنظمات شبه العسكرية التابعة لها كانت مسؤولة عن 93% من انتهاكات حقوق الإنسان خلال الحرب.
خلال السنوات العشر الأولى، كان ضحايا العنف الذي رعته الحكومة من الطلاب والعمال والأخصائيين وشخصيات المعارضة، ولكن في السنوات الأخيرة شمل العنف الآلاف من المايا الفلاحين القرويين والعزل. دمرت أكثر من 450 قرية من قراهم كما شرد نحو مليون شخص ضمن غواتيمالا أو لجؤوا لدول أخرى. قتل نحو 200,000 شخص في الحرب الأهلية أغلبهم من المايا.
في مناطق معينة مثل باخا فيراباز، اعتبرت لجنة تقصي الحقائق الدولة الغواتيمالية قد انخرطت في حرب إيادة ضد مجموعة عرقية محددة في الحرب الأهلية. في عام 1999 صرح الرئيس الأمريكي بيل كلينتون أن الولايات المتحدة أخطأت بدعمها للقوات المسلحة الغواتيمالية والتي ساهمت في القتل الوحشي للمدنيين.
منذ محادثات السلام، شهدت غواتيمالا عدة انتخابات ديمقراطية متتالية كان آخرها 2011. وقعت الحكومة الأخيرة معاهدة تجارة حرة مع الولايات المتحدة وبقية دول أمريكا الوسطى عبر منظمة كافتا ومعاهدات أخرى مع المكسيك. في انتخابات 2007 نجحت الوحدة الوطنية للأمل ومرشحها للرئاسيات ألفارو كولوم في انتخابات الرئاسة وحصلت على الأغلبية في الكونغرس.
متوسط الأعمار الحالي في غواتيمالا 19.4 سنة، بواقع 18.9 للذكور و 20 للإناث. يعد هذا الوسطي الأدنى في نصف الكرة الغربي ويقارن بدول في وسط أفريقيا وأفغانستان. يدل هذا الوسطي على تدني مأمول الحياة كنتيجة للأمراض وسوء البنية التحتية والتعليم الرسمي القليل. بالإضافة إلى ذلك توجد تقارير عن عنف غير مبلغ عنه ومواقف اجتماعية بعيدة الأمد تجلت في العنف الممنهج ضد المرأة. يضاف إلى ذلك تجارة المخدرات التي قد تكون عاملاً في الوفيات في المناطق الحضرية.

## السياسة
غواتيمالا جمهورية ديمقراطية دستورية حيث رئيس البلاد هو قائد الدولة والحكومة ضمن نظام متعدد الأحزاب. تمارس الحكومة السلطة التنفيذية. أما السلطة التشريعية فتقع على عاهل الحكومة والكونغرس. السلطة القضائية مستقلة عن السلطتين التشريعية والتنفيذية. الرئيس الحالي لغواتيمالا هو ألفارو كولوم اعتباراً من 14 يناير 2008.

### التقسيمات الإدارية

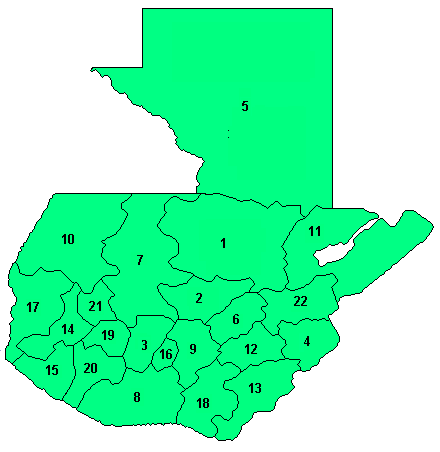
محافظات غواتيمالا

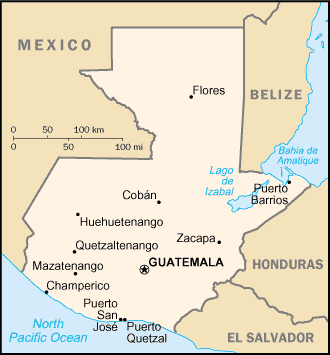
خريطة غواتيمالا

تقسم غواتيمالا إلى 22 إدارة ديبارتامنتوس والتي تقسم بدورها إلى 332 بلدية مونيسيبوس

#### إدارات غواتيمالا هي
| 1. ألتا فيراباز 2. باخا فيراباز 3. تشيمالتيناغو 4. تشيكيمولا 5. بيتين 6. إل بروغريسو 7. كيشي 8. إيسكوينتلا 9. غواتيمالا 10. هويهويتينانغو 11. إيزابال 12. خالابا 13. خوتيابا 14. كويتزالتنانغو 15. ريتالهوليو 16. ساكاتيباكيز 17. سان ماركوس 18. سانتا روزا 19. سولولا 20. سوشيتبيكيز 21. توتونيكابان 22. زاكابا |

غواتيمالا مركزية جداً حيث المواصلات والاتصالات والأعمال والسياسة وأغلب أوجه الحياة الحضرية جميعها في مدينة غواتيمالا. يقطن العاصمة نحو مليوني شخص ضمن حدودها و 5 ملايين ضمن المنطقة الحضرية. تشكل تلك الأرقام نسبة هامة من إجمالي تعداد السكان البالغ 14 مليون نسمة.

## الجغرافيا

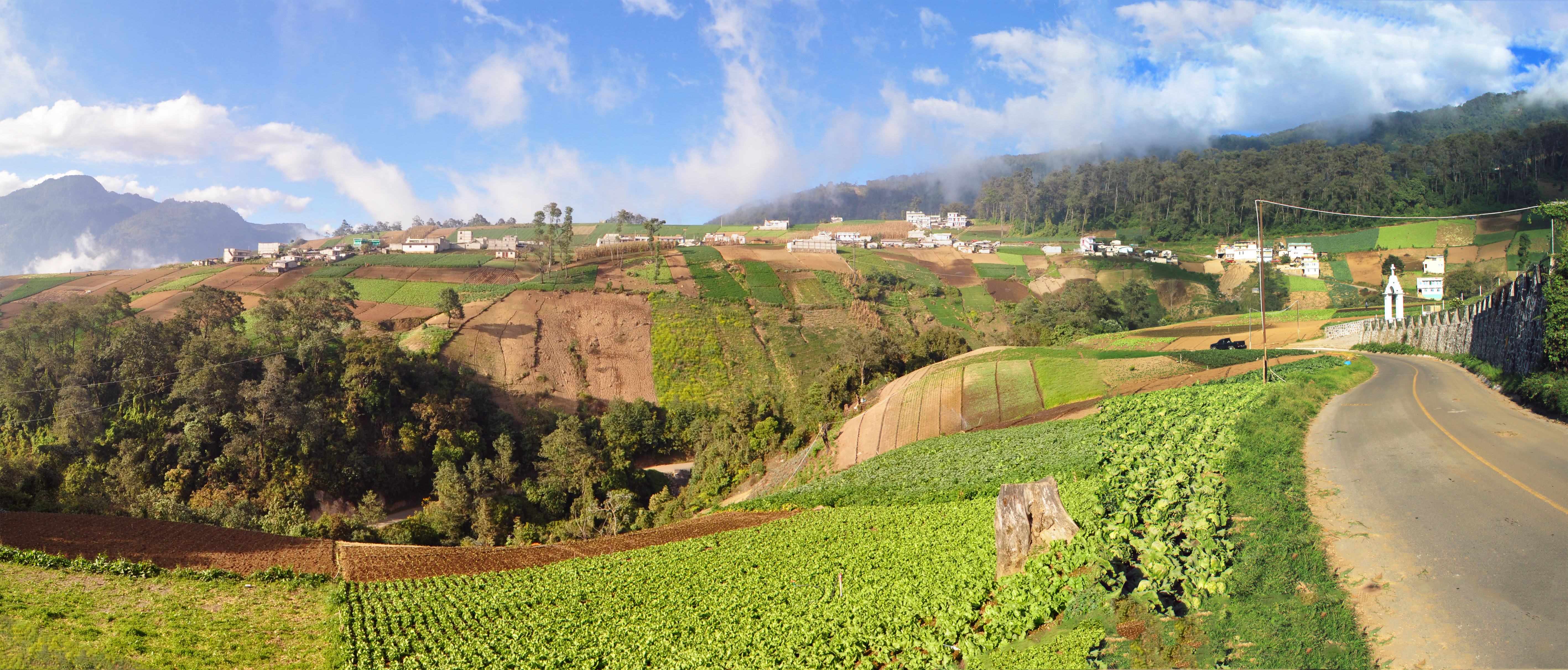
مرتفعات كتزالتينانغو

تقع غواتيمالا بين خطي عرض 13 درجة و 18 درجة شمالاً، وخطي طول 88 درجة و 93 درجة غرباً.
تتسم البلاد بطبيعتها الجبلية مع وجود مناطق صحراوية وبقع صغيرة من الكثبان الرملية، والوديان الجبلية المليئة بالسكان، باستثناء المنطقة الساحلية الجنوبية والسهول الشاسعة الشمالية في بيتين. يعبر البلاد سلسلتان جبليتان من الغرب إلى الشرق وتقسمان البلاد إلى ثلاث مناطق رئيسية هي: المرتفعات حيث توجد الجبال وساحل المحيط الهادئ إلى الجنوب من المرتفعات ومنطقة بيتين إلى الشمال منها. تقع جميع المدن الرئيسية في المرتفعات وعلى ساحل المحيط الهادئ. مقارنة بما سبق فإن الكثافة السكانية منخفضة في بيتين. تختلف هذه المناطق الثلاث في المناخ والارتفاع والمشهد الطبيعي مما يوفر تناقضات مثيرة بين الأراضي المنخفضة الرطبة الحارة والاستوائية وقمم المرتفعات الأكثر برودة وجفافاً. يعد بركان تاخومولكو عند ارتفاع 4220 م أعلى نقطة في دول أمريكا الوسطى.
الأنهار قصيرة وضحلة في حوض تصريف المحيط الهادئ، بينما تكون أكبر وأعمق في منطقة البحر الكاريبي وخليج المكسيك، والتي تشمل نهري بولوشيك ودولسي، والذين يصبان في بحيرة إيزابال، وأنهار موتاجوا وسارستون الذي يشكل الحدود مع بليز ونهر أوسوماسينتا الذي يشكل الحدود بين بيتين وتشياباس في المكسيك.
طالبت غواتيمالا بكل أو جزء من أراضي بليز المجاورة والتي كانت سابقاً جزءاً من المستعمرة الإسبانية، بينما حالياً هي من دول الكومنولث المستقلة والتي تعترف بالملكة إليزابيث الثانية قائدة للدولة. نتيجة لهذا النزاع الإقليمي، فإن غواتيمالا لم تعترف باستقلال بليز حتى عام 1990، ولكن لم يتم حل النزاع. تجري مفاوضات حالياً تحت رعاية منظمة الدول الأمريكية ودول الكومنولث لاستكمالها.

### الكوارث الطبيعية

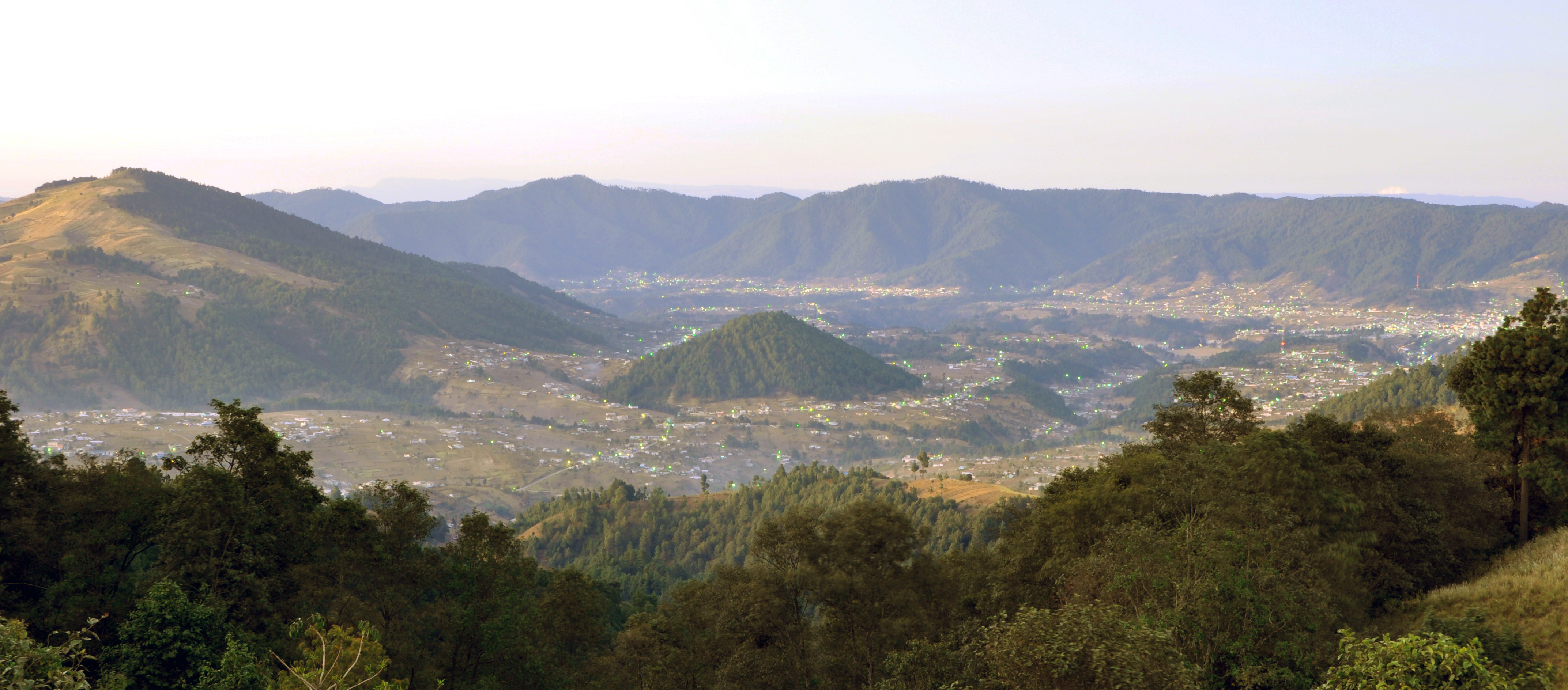
قرية على الطريق السريع الرابط للأمريكيتين على مقربة من فوهة بركان.

تقع غواتيمالا بين البحر الكاريبي والمحيط الهادئ مما يجعلها هدفاً للأعاصير، مثل إعصار ميتش في عام 1998 وإعصار ستان في أكتوبر 2005 والذي قتل أكثر من 1500 شخص. لم يكن الضرر مرتبطاً بالرياح وإنما بسبب الفيضانات والانهيارات الطينية الكبيرة الناجمة.
تقع مرتفعات غواتيمالا على طول صدع موتاجوا، وهو جزء من الحدود بين الصفيحتين التكتونيتين الكاريبية والأمريكية الشمالية. كان هذا الصدع مسؤولاً عن العديد من الزلازل الكبرى في الأزمنة التاريخية، بما في ذلك زلزال قوته 7.5 في 4 فبراير 1976 والذي راح ضحيته أكثر من 25000 شخص. بالإضافة إلى ذلك، خندق أمريكا الوسطى وهو تراكب صفيحي كبرى تقع قبالة ساحل المحيط الهادئ. تقع هنا صفيحة كوكوس تحت صفيحة الكاريبي مما ينجم عنها نشاط بركاني داخلياً من الساحل. يوجد في غواتيمالا 37 بركاناً، أربعة منها نشطة: بكايا وسانتياغيتو وتاكانا وفويغو. ثار كل من فويغو وبكايا في عام 2010.
للكوارث الطبيعية تاريخ طويل في هذا الجزء النشط جيولوجياً من العالم. على سبيل المثال، نقلت عاصمة غواتيمالا من مكانها ثلاث مرات اثنتان منهما بسبب الانهيارات الطينية البركانية 1541 والزلازل 1773.

### بركان باكايا

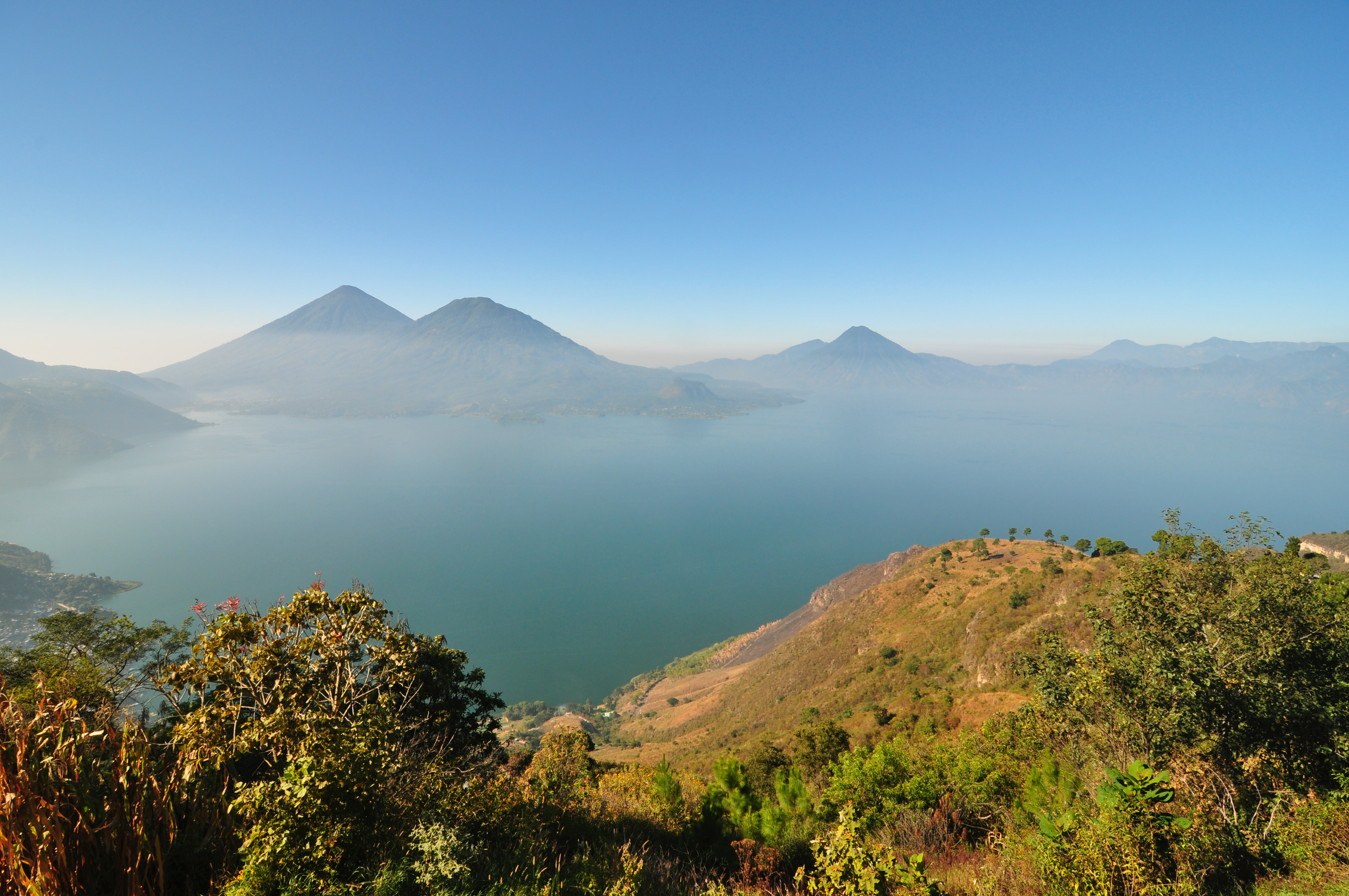
بحيرة أتيتلان

يوم الخميس 27 مايو 2010، اندلعت الحمم والصخور البركانية من البركان باكايا وغطت مدينة غواتيمالا  بالرمل الأسود (وأغلق المطار الدولي). أعلنت «حالة الكارثة.» خلف البركان باكايا حوالي 8 سم من الرماد والرمل في كامل غواتيمالا سيتي. بعد ذلك تمت أعمال التنظيف.

### التنوع الحيوي
يوجد في البلاد 14 منطقة من النظم البيئية تتراوح بين غابات المنغروف إلى كلا سواحل المحيطات بخمسة نظم بيئية مختلفة. يسجل في غواتيمالا 252 من المناطق الرطبة بما في ذلك 5 بحيرات و61 بركة و 100 نهر و 4 مستنقعات. كانت حديقة تيكال الوطنية أول موقع تراث عالمي مختلط لليونسكو. تتميز غواتيمالا أيضاً بتنوعها الحيواني. يوجد في البلاد 1246 نوعاً معروفاً. من بينها 6.7% مستوطنة و 8.1% مهددة. غواتيمالا هي موطن لما لا يقل عن 8681 نوع من النباتات الوعائية، منها 13.5% مستوطنة. 5.4% من غواتيمالا محمي تحت الفئات الأولى حتى الرابعة للاتحاد العالمي للحفاظ على الطبيعة.
يقع في محافظة بيتين محمية المحيط الحيوي للمايا بمساحة 2,112,940 هكتار،  مما يجعلها ثاني أكبر الغابات في أمريكا الوسطى بعد بوساواس.

## الديموغرافيا

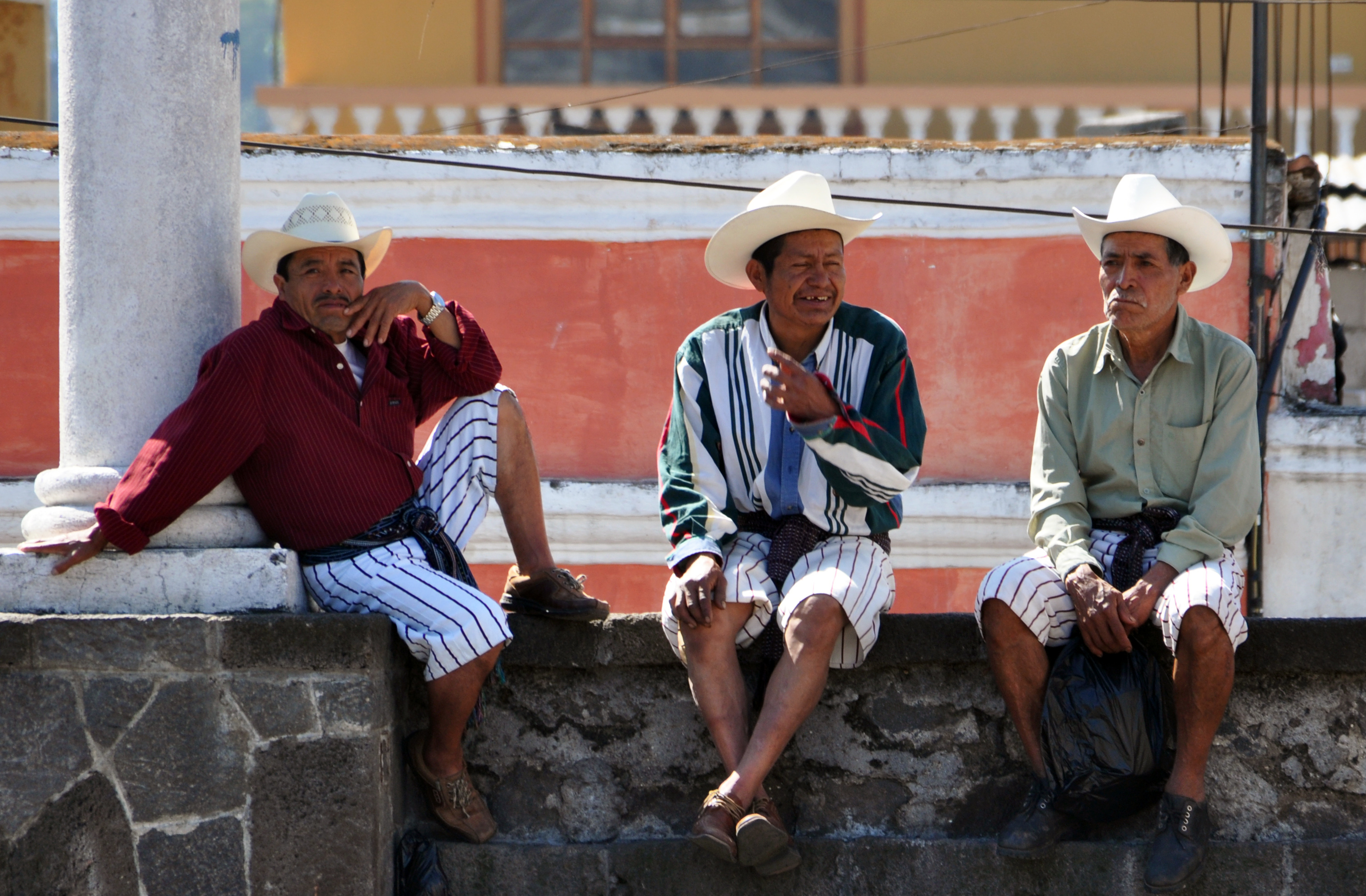
رجال من التزوتوخيل في سانتياغو أتيتلان.

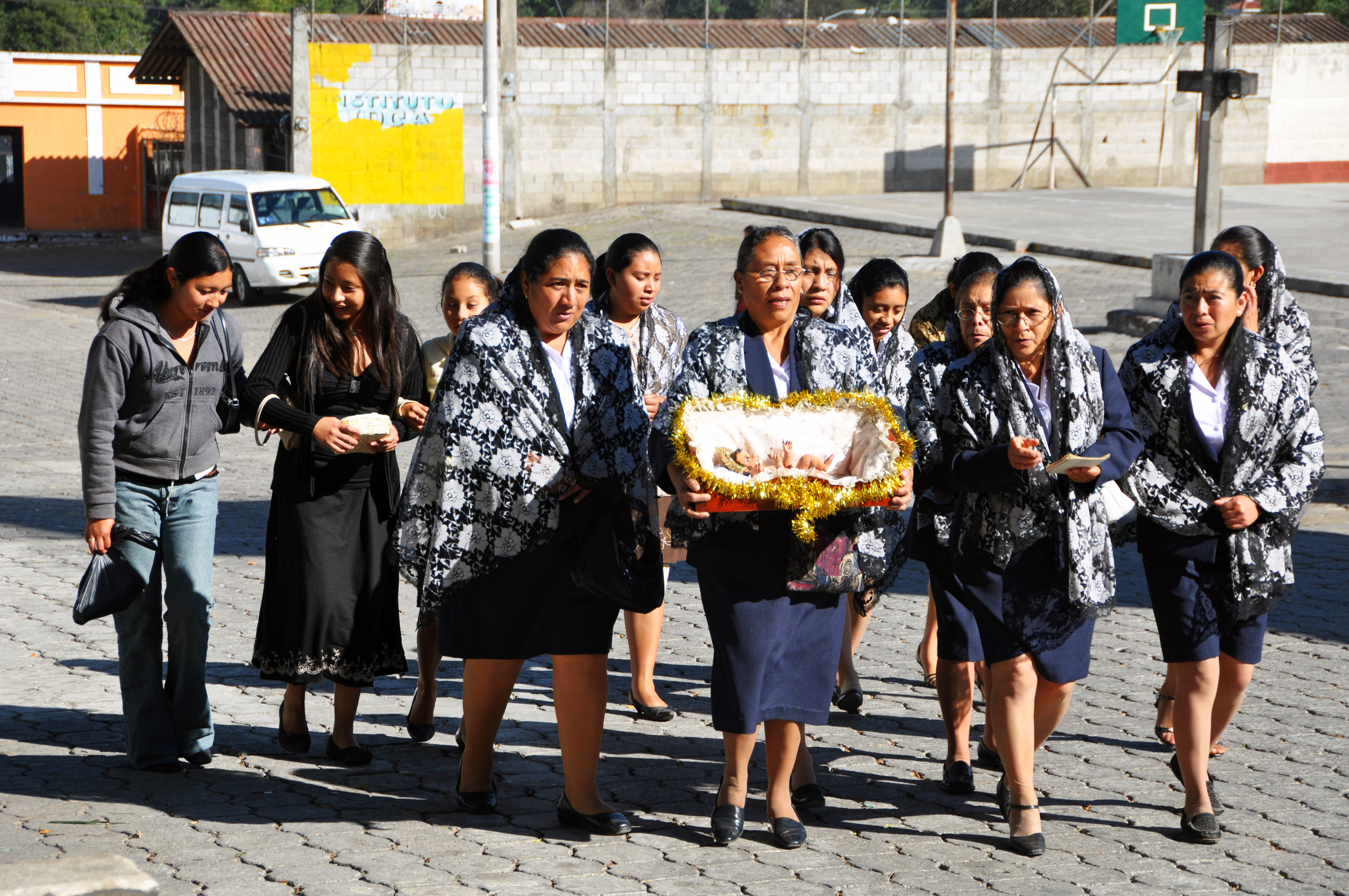
نساء غواتيماليات في أنتيغوا غواتيمالا.

وفقاً لكتاب حقائق العالم الصادر عن وكالة المخابرات المركزية، بلغ تعداد سكان غواتيمالا 12,728,111 (بتقديرات 2007). يشكل اللادينو حوالي 43% من السكان ويسمون أيضاً بالمستيزو (عرق مختلط نتيجة تزاوج السكان الأصليين والإسبان الأوروبيين). أما السكان البيض فهم أقلية ضئيلة جداً (أكثر من 16%) من أصول إسبانية ولكن أيضاً من أصول إيطالية وألمانية وبريطانية وإسكندنافية. يضم السكان الأصليون مجتمعات الكيشي 9.1% والكاكشيكيل 8.4% والمام 7.9% والكيكشي 6.3%. يعد 8.6% من السكان «مايا أخرى» بينما 0.4% من السكان أصليون من غير المايا، مما يجعل المجتمعات الأصلية في غواتيمالا تشكل حوالي 40.5% من السكان.
توجد مجتمعات أصغر ومنها الغاريفونا والذين ينحدرون أساساً من الأفارقة السود الذين عاشوا وتزاوجوا مع السكان الأصليين من سانت فنسنت. يعيش معظمهم في ليفينغستون وبويرتو باريوس. تضم تلك المجتمعات سوداً ومولاتو منحدرين من عمال الموز. هناك أيضاً آسيويون ومعظمهم من أصول صينية. أما الجماعات الآسيوية الأخرى فتشمل العرب من أصول لبنانية وسورية. يوجد أيضاً مجتمع كوري متنامي في مدينة غواتيمالا وميكسكو القريبة ويبلغ عددهم حالياً حوالي 10,000. يعود تقليد شجرة عيد الميلاد في هذا البلد إلى المهاجرين من أصل ألماني.
في عام 1900، كان عدد سكان غواتيمالا 885,000. نما تعداد سكان البلاد على مدار القرن العشرين وهو أسرع نمو في نصف الكرة الغربي. أدت الهجرة المتزايدة إلى الولايات المتحدة لنمو المجتمعات الغواتيمالية في ولايات كاليفورنيا وفلوريدا وإلينوي ونيويورك وتكساس ورود آيلاند وغيرها منذ السبعينيات من القرن الماضي.

### الشتات
أجبرت الحرب الأهلية العديد من الغواتيماليين على بدء حياتهم خارج بلادهم. تقع الغالبية العظمى من الشتات الغواتيمالي في الولايات المتحدة حيث تضعهم التقديرات بين 480,665  و 1,489,426 نسمة. تكمن الصعوبة في الحصول على تعداد دقيق للغواتيماليين في الخارج لأن العديدين منهم طالبو لجوء في انتظار تحديد وضعهم. فيما يلي تقديرات بالنسبة لبعض البلدان:
| البلد            | التعداد             |
| ---------------- | ------------------- |
| الولايات المتحدة | 480,665 – 1,489,426 |
| المكسيك          | 23,529 – 190,000    |
| بليز             | 14,693              |
| كندا             | 14,256 – 34,665     |
| ألمانيا          | 5,989               |
| هندوراس          | 5,172               |
| السلفادور        | 4,209               |
| إسبانيا          | 2,491 – 5,000       |

## الاقتصاد

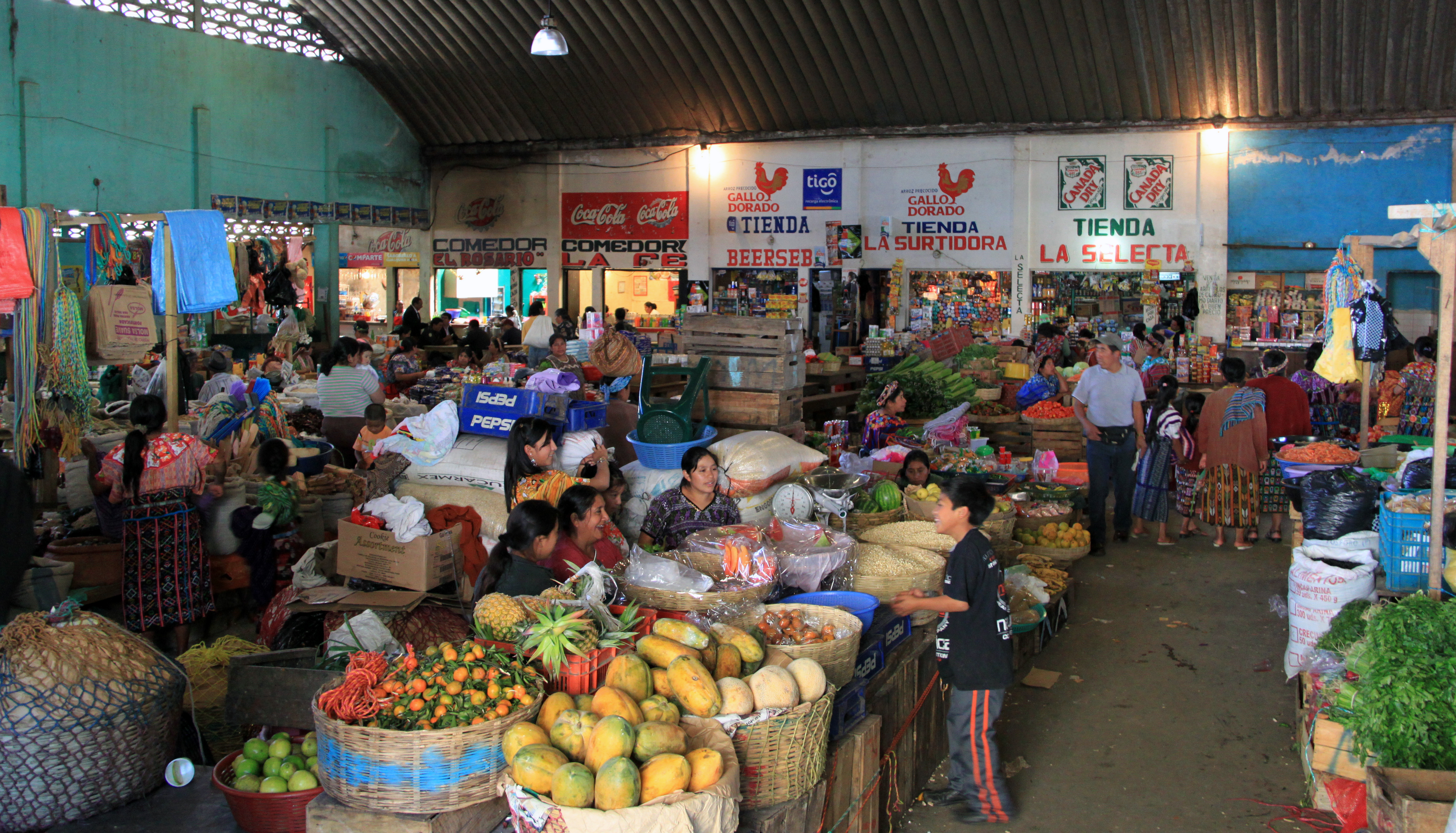
سوق في زونيل

وفقاً لكتاب حقائق العالم فإن نصيب الفرد من الناتج المحلي الإجمالي هو 5,000 دولار أمريكي؛ إلا أن هذا البلد النامي لا يزال يواجه العديد من المشاكل الاجتماعية، حيث أنه من بين أفقر 10 بلدان في أمريكا اللاتينية. لا يزال توزيع الدخل غير متكافئ للغاية حيث أكثر من نصف السكان تحت خط الفقر الوطني  بينما بلغ عدد العاطلين عن العمل أكثر من 400,000 (3.2٪). يعتبر كتاب حقائق العالم أن 56.2٪ من سكان غواتيمالا يعيشون في فقر.
تشكل التحويلات المالية من الغواتيماليين الذين لجؤوا إلى الولايات المتحدة خلال الحرب الأهلية أكبر مصدر وحيد للدخل الأجنبي (أكثر من مجموع قيمة الصادرات والسياحة).
في السنوات الأخيرة، نمى قطاع تصدير المنتجات غير التقليدية بشكل حيوي، مشكلاً أكثر من 53% من الصادرات العالمية. بعض المنتجات الرئيسية للتصدير هي الفواكه والخضروات والزهور والحرف اليدوية والملابس وغيرها.
قدر الناتج المحلي الإجمالي في تعادل القدرة الشرائية في عام 2006 بنحو 61.38 مليار دولار أمريكي. يعد قطاع الخدمات أكبر مساهم في الناتج المحلي الإجمالي بنحو 58.7٪، يليه قطاع الزراعة بنحو 22.1 ٪ (تقديرات عام 2006). لا يمثل القطاع الصناعي سوى 19.1 ٪ من الناتج المحلي الإجمالي (تقديرات عام 2006). تنتج المناجم الذهب والفضة والزنك والكوبالت والنيكل. أما القطاع الزراعي فيمثل ربع الناتج المحلي الإجمالي وخمسي الصادرات ونصف القوى العاملة. القهوة العضوية والسكر والمنسوجات والخضروات الطازجة والموز هي الصادرات الرئيسية في البلاد. بلغ معدل التضخم 5.7 ٪ في عام 2006.
أزالت اتفاقات السلام لعام 1996 التي أنهت الحرب الأهلية عقبة رئيسية أمام الاستثمار الأجنبي. كما تزداد أهمية السياحة كمصدر للدخل لغواتيمالا.
في مارس 2006، صادق البرلمان الغواتيمالي على اتفاق التجارة الحرة لدول أمريكا الوسطى وجمهورية الدومينيكان (كافتا) بين عدة دول من أمريكا الوسطى والولايات المتحدة. كما لغواتيمالا أيضاً اتفاقيات تجارة حرة مع تايوان وكولومبيا.
ترتبط غواتيمالا باتفاقية للتجارة الحرة مع تايوان وكولومبيا
احتلت غواتيمالا المركز 122 في مؤشر الابتكار العالمي عام 2023، وحافظت على المركز نفسه في مؤشر عام 2024.

## الثقافة

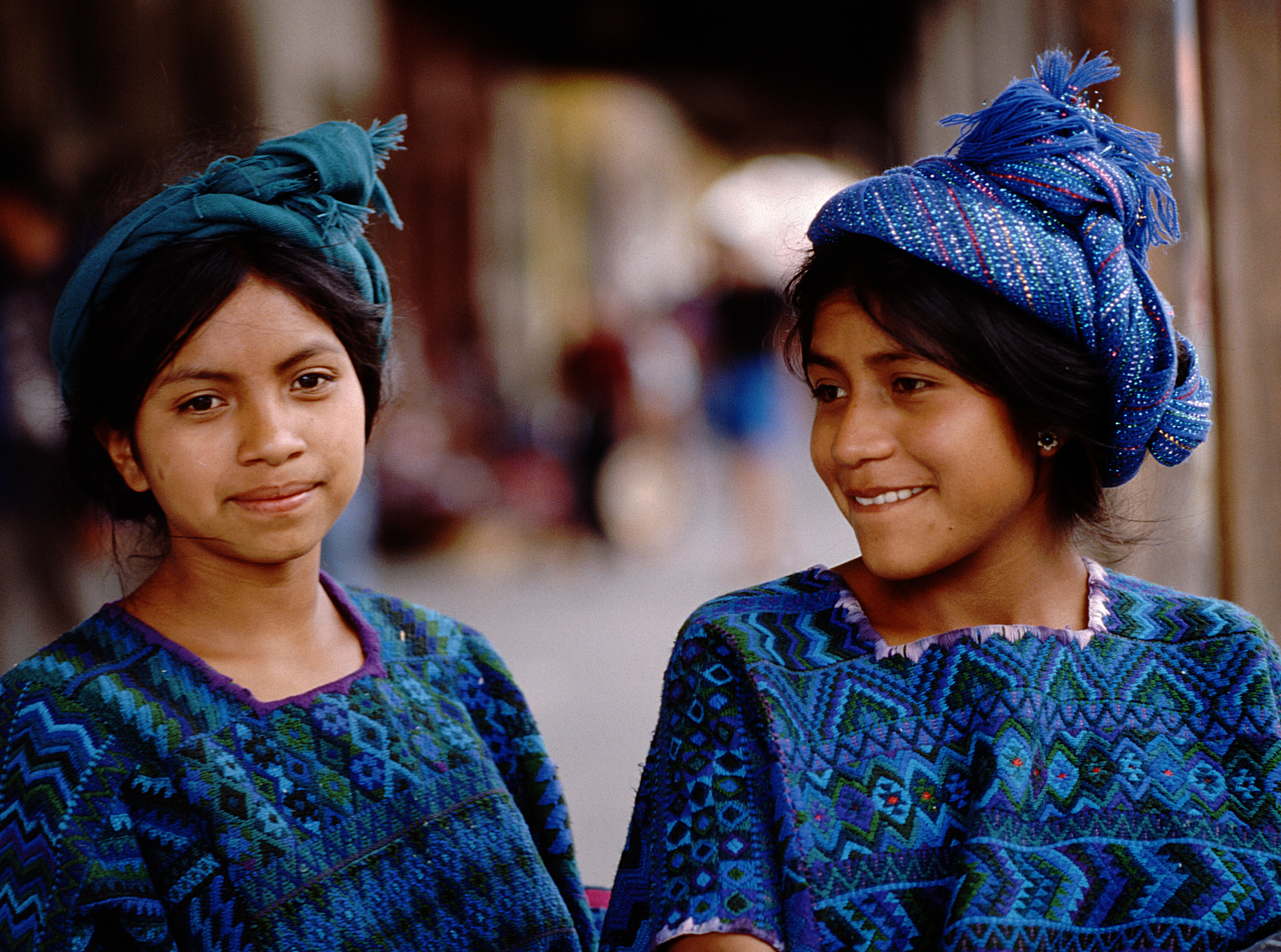
فتاتان غواتيماليتان ترتديان الملابس التقليدية في تشيتشيكاستينانغو.

مدينة غواتيمالا مقر للكثير من المكتبات والمتاحف في البلاد، بما في ذلك الأرشيف الوطني والمكتبة الوطنية ومتحف الآثار وعلم الأجناس، والذي يحتوي على مجموعة واسعة من تحف المايا. هناك متاحف خاصة، مثل إخشيل والتي تركز على المنسوجات، وبوبول فوه الذي يركز على آثار المايا. يقع كلا المتحفان داخل حرم جامعة فرانسيسكو ماروكين. تقريباً كل البلديات الـ 329 تمتلك متحفاً صغيراً.

### الفن
أنتجت غواتيمالا العديد من الفنانين من السكان الأصليين الذين يتبعون العديد من التقاليد ما قبل الكولومبية. إلا أنهم أيضاً يعكسون تاريخ غواتيمالا الاستعماري وما بعد الاستعماري، كما أن اللقاءات مع العديد من الحركات الفنية العالمية أنتجت مجموعة كبيرة من الفنانين الذين دمجوا ما يسمى «البدائية» أو «السذاجة» الجمالية التقليدية بالتقاليد الأوروبية والأمريكية الشمالية وغيرها. تعد المدرسة الوطنية للفنون التشكيلية «رافاييل رودريغيز باديلا» المدرسة الفنية الرائدة في البلاد والتي خرجت العديدين من الفنانين الأصليين الرائدين والذين يعرضون أعمالهم في المجموعة الدائمة في المتحف الوطني للفن المعاصر في العاصمة. من بين الفنانين المعاصرين الغواتيماليين والذين اكتسبوا سمعة خارج غواتيمالا داغوبيرتو فاسكيز ولويس رولاندو إخكياك خيكارا وكارلوس ميريدا  وأنيبال لوبيز وروبرتو غونزاليس غويري وإلمار رينيه روخاس.

### الأدب

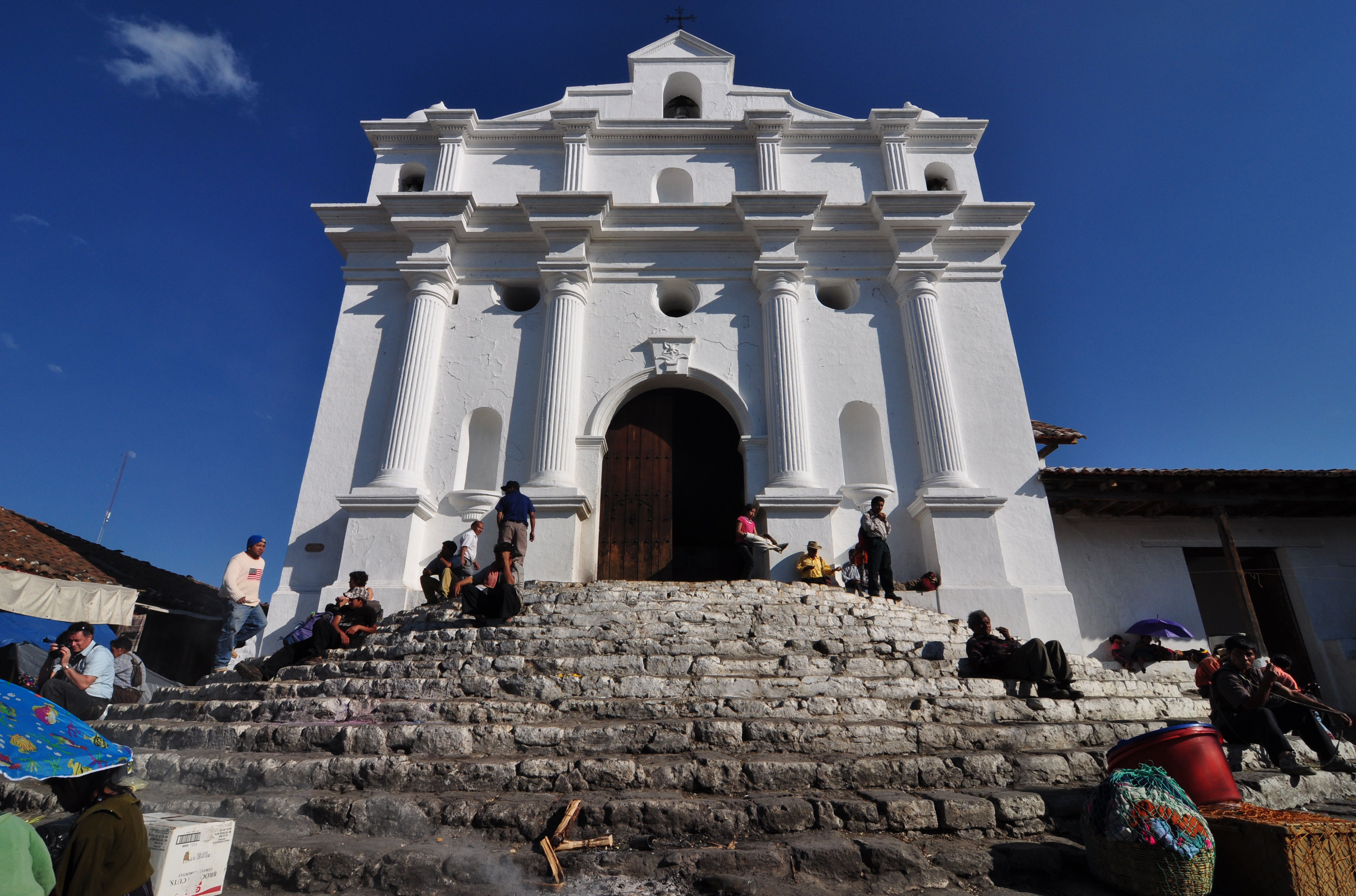
كنيسة سانتو توماس بنيت حوالي عام 1545

الجائزة الوطنية الغواتيمالية في الأدب هي جائزة لمرة واحدة فقط تكرم أعمال الكاتب. تمنح سنوياً منذ عام 1988 من قبل وزارة الثقافة والرياضة.
فاز ميغل أنخل أستورياس بجائزة نوبل للأدب عام 1967. من بين مؤلفاته الشهيرة إل سنيور بريزيدنتي أو السيد الرئيس وهي رواية تقوم على حكومة مانويل استرادا كابريرا.
حازت ريغوبيرتا مينتشو على جائزة نوبل للسلام لمحاربتها الظلم ضد السكان الأصليين في غواتيمالا وتشتهر بكتابيها أنا، ريغوبيرتا مينتشو وعبور الحدود.

### الموسيقى
تتألف موسيقى غواتيمالا من العديد من الأساليب والتعبيرات. منحت المشاهد الموسيقية القوة للتغيير الاجتماعي الغواتيمالي مثل نويفا كانسيون، التي تمزج قضايا تاريخية وقضايا يومنا هذا سوية بالإضافة إلى القيم السياسية والنضال الشعبي. امتلك المايا ممارسة موسيقية مكثفة كما هو موثق. كانت غواتيمالا أيضا واحدة من المناطق الأولى في العالم الجديد التي تنتشر فيها الموسيقى الأوروبية بداية من عام 1524. ساهم العديد من المؤلفين الموسيقيين من عصر النهضة والباروك والكلاسيكي والرومانسي والمعاصرة في جميع الأنواع الموسيقية. الماريمبا هي الأداة الموسيقية الوطنية والتي طورت ذخيرة كبيرة من القطع الجذابة جداً والتي امتلكت شعبية لأكثر من قرن من الزمان.
نشرت مؤسسة تاريخ غواتيمالا العام سلسلة من الأقراص المدمجة للموسيقى الغواتيمالية التاريخية والتي تضم كافة الأنواع الموسيقية من عهد المايا فالعهد الاستعماري فعهد الاستقلال والعهد الجمهوري وصولاً للزمن الحالي. هناك العديد من المجموعات الموسيقية المعاصرة في غواتيمالا في مجال الموسيقى الكاريبية والسالسا وبونتا (متأثرة بغاريفونا) والبوب اللاتيني والمكسيكي المحلي والمارياشي. هناك أيضا مشهد نابض بالحياة لما هو معروف في العالم اللاتيني بالروك باللغة الإسبانية.

### اللغة

خريطة اللغات في غواتيمالا وفقاً للجنة الغات الأصلية الرسمية في غواتيمالا. القشتالية تثمل اللغة الإسبانية.

على الرغم من أن الإسبانية هي اللغة الرسمية، فإنها لا تستخدم كلياً بين السكان الأصليين، كما أنه لا تستخدم كثيراً كلغة ثانية بين المسنين من السكان الأصليين. يتحدث في البلاد بإحدى وعشرين لغة من لغات المايا ولا سيما في المناطق الريفية بالإضافة إلى اثنتين من اللهجات الأمريكية الأصلية غير المايا هما شينكا وهي لهجة أصلية وغاريفونا يستخدمها الأراواك على ساحل البحر الكاريبي. وفقاً للنظام رقم 19 لعام 2003 هناك 23 لهجة غير معترف بها كلغات وطنية.
باعتبارها لغة أولى وثانية، يتحدث الإسبانية نحو 93 ٪ من السكان. وفقاً لاتفاقات السلام الموقعة في ديسمبر 1996 يجب ترجمة بعض الوثائق الرسمية والمواد الانتخابية إلى عدة لغات عدة أصلية وتوفير مترجمين في القضايا القانونية لغير الناطقين بالإسبانية. يقبل الاتفاق أيضاً التعليم باللغة الإسبانية واللغات الأصلية. ومن الشائع بين الغواتيماليين الأصليين تحدث ما بين 2-5 لغات أصلية إضافة للإسبانية.

### الدين

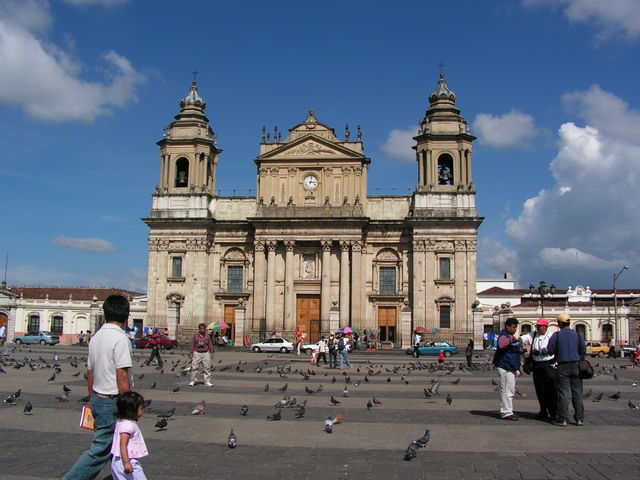
كاتدرال متروبوليتانا في مدينة غواتيمالا.

يعتنق 50-60 ٪ من السكان الكاثوليكية بينما يشكل البروتستانت 40 ٪، أما 3 ٪ فيتبعون الأرثوذكسية الشرقية و 1 ٪ العقائد الأصلية للمايا. كانت الكاثوليكية دين الدولة الرسمي خلال الحقبة الاستعمارية. مع ذلك، انتشرت البروتستانتية بصورة ملحوظة في العقود الأخيرة. أكثر من ثلث الغواتيماليين بروتستانت وهم إنجيليون أو خمسينيون. من الشائع أيضاً دمج بعض ممارسات المايا الوثنية ذات الصلة في مراسم العبادة الكاثوليكية عندما تتماشى مع معنى العقيدة الكاثوليكية وهي ظاهرة تعرف باسم الأقلمة. تزداد ممارسة الشعائر الدينية التقليدية للمايا نتيجة للحماية الثقافية التي أنشئت بموجب اتفاقات السلام. وضعت الحكومة سياسة لتقديم المذابح في كل مناطق المايا الأثرية في البلاد بحيث يمكن إجراء الاحتفالات التقليدية هناك.
هناك أيضا جاليات صغيرة من اليهود تقدر بين 1200 و 2000 شخص،  والمسلمين 1200 والبوذيين في حوالي 9,000-12,000، وأفراد من ديانات أخرى وأولئك الذين لا يعتنقون أي دين.
يتبع كنيسة يسوع المسيح لقديسي الأيام الأخيرة في الوقت الراهن أكثر من 215,000 عضو في غواتيمالا، وهو ما يمثل حوالي 1.65 ٪ من سكان البلاد حسب تقديرات عام 2008. عمد أول عضو في كنيسة قديسي الأيام الأخيرة في غواتيمالا في عام 1948. نمت العضوية إلى 10,000 بحلول عام 1966، وبعد 18 عاماً مع بناء معبد غواتيمالا سيتي عام 1984،  ارتفعت العضوية إلى 40,000. بحلول عام 1998 تضاعف العدد أربع مرات إلى 164,000  ولا تزال الكنيسة تجذب العديدين في غواتيمالا؛ أعلنت بدء أعمال البناء في معبد غواتيمالا كويتزالتينانغو  وهو ثان معبد لها في البلاد.
أعلن مؤخراً أن عدد أعضاء الكنيسة الأرثوذكسية التابعين لبطريركية القسطنطينية في غواتيمالا يبلغ 520,000 شخص بالتواصل مع بطريركية القسطنطينية المسكونية. تمتلك بطريركية القسطنطينية الأرثوذكسية عضوية تقريبية بنحو 527000 من المؤمنين والموعوظين وهم بأغلبية ساحقة من السكان الأصليين حيث لهم 334 كنيسة في غواتيمالا وجنوب المكسيك، مع 12 من رجال الدين و14 من الإكليريكيين 14 الذين يساعدهم في خدمتهم الرعوية 250 من الكهنة و380 من معلمي التعليم المسيحي. تقع المكاتب الإدارية للكنيسة على 280 فدان من الأرض، مع كلية ومدرستين و12 معلماً. بالإضافة إلى ذلك، يقع الدير على مساحة 480 فدان. يندرج حالياً أربعة عشر طالباً من غواتيمالا بمنحة دراسية كاملة في معهد القديس غريغوريوس نازيانزن اللاهوتي الأرثوذكسي لدرجة إجازة في البرنامج. البرنامج معتمد بشكل كامل من قبل قسم التعليم من المتروبوليس المقدس.

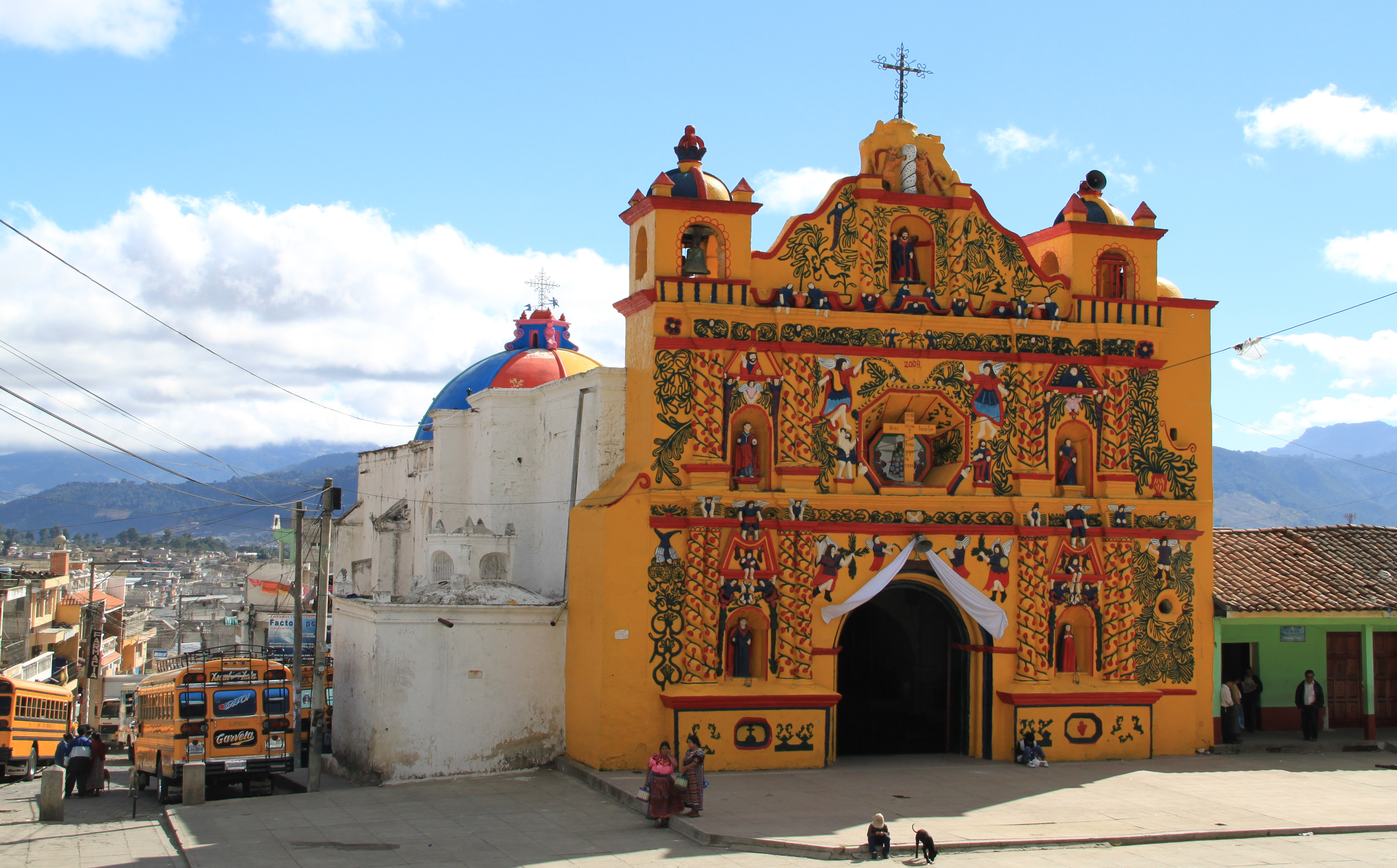
كنيسة في سان أندريس خيكول

### التعليم
تدير الحكومة عدداً من المدارس العامة الابتدائية والثانوية. هذه المدارس مجانية على الرغم من أن تكلفة الزي المدرسي والكتب واللوازم والنقل تجعلها تغيب عن متناول الشرائح الفقيرة من المجتمع حيث أعداد كبيرة من الأطفال الفقراء لا يذهبون إلى المدرسة. بينما يذهب الكثير من أبناء الطبقتين العليا والمتوسطة إلى المدارس الخاصة. توجد في البلاد أيضاً جامعة عامة (جامعة سان كارلوس غواتيمالا) وتسع خاصة. كانت جامعة سان كارلوس واحدة من أولى الجامعات في أميركا. أعلنت رسمياً كجامعة في 31 يناير 1676 بأمر الملكي من الملك كارلوس الثاني ملك إسبانيا. تبلغ نسبة محو الأمية 69.1٪ فقط بين السكان ممن تجاوزوا 15 عاماً وهو أدنى معدل محو أمية في أمريكا الوسطى. رغم ذلك يتوقع من غواتيمإلا أن تتغير في غضون السنوات العشرين المقبلة. توجد مدارس مثل كلية القديس جوزيف من ماين والتي تتنقل بين القرى مثل نويفا دي كونسيبسيون لتعليم اللغة الإنجليزية وبناء العيادات الطبية فيها.

### الأنثروبولوجيا الطبية والتعددية
في الخمسينيات من القرن الماضي، كتب علماء الأنثروبولوجيا الطبية مثل ريتشارد آدامز وبنجامين بول ولويس بول دراسات مكرسة لمعتقدات وممارسات المايا الطبية. وصف ريتشارد أدامز -رغم أن البحث ثانوي لعمله- الهوة بين المعتقدات والممارسات الطبية للمايا والعلم الغربي، وأظهر لم رفض شعب المايا المشاريع التطبيقية من معهد التغذية لأمريكا الوسطى وبنما. مهد عمله الطريق أمام أربعة عقود من الدراسات الأنثروبولوجية الطبية في غواتيمالا لتشخيص انقطاع التواصل الناجم عن «الجهل في المعتقدات والممارسات المحلية.» نشر العديد من هؤلاء بالتعاون مع معهد التغذية أعمالاً حول مختلف المواضيع التي تهم الأنثروبولوجيا الطبية في غواتيمالا.
في القرن العشرين، حصلت عدة أمور قوضت المماراسات الطبية للشعوب الأصلية. كانت بداية في الاضطهاد الديني من العمل الكاثوليكي والأديان الإنجيلية البروتستانتية ومن ثم عبر حظر المؤسسات الكاثوليكية أعضائها عن استشارة المعالجين التقليديين. ثانياً، قامت بعض عناصر المجتمع الغواتيمالي بممارسة القتل المنهجي ضد طبقة كهنة المايا العليا. وثالثاً، نظام الرعاية الصحية الذي بدأ في الثمانينيات في غواتيمالا والذي يعتمد إلى حد كبير على الطب الغربي، حيث منع هذا النظام الصحي المعالجين التقليديين من الممارسة. في حين أن نظام الرعاية الصحية بذل جهوداً لتدريب القابلات المحليات، يتهم البعض تلك البرامج بأنها لا تعطي الخدمات المناسبة ثقافياً وبجودة عالية.
أدى التفاوت بين الطب الحيوي الغربي والرعاية التقليدية لخلق توترات، حيث تركز برامج الصحة غير الحكومية في المقام الأول على الأكثر تعليماً -أي المتحدثين بالإسبانية- بينما تعيق المنافسات التواصل بين ممارسي الطب الغربي وممارسي الطب التقليدي. بالإضافة إلى ذلك، يهمل أخصائيو الطب الحيوي الغربي التجربة الاجتماعية للمرضى فضلاً عن البناء الاجتماعي للمرض. تظهر الدراسات التي أجريت في المكسيك وغواتيمالا وغيرها من المناطق الريفية الدعم للقول بأن العديد من ممارسي الطب الحيوي الغربي يتجنبون المناطق النائية إما لأنهم لا يستطيعون كسب ما يكفي من المال هناك أو لأنهم يميزون ضد الأقليات العرقية.
اليوم، يتعين على المرضى الاختيار بين النظامين استناداً إلى الظروف المعقدة المحيطة والتي تقرر النظام الطبي الأرجح لتوفير العلاج.

### الفائزون بجائزة نوبل
فازت ريغوبيرتا مينتشو بجائزة نوبل للسلام عام 1992 لعملها المهم جداً لصالح شعب المايا واللاجئين المايا في المكسيك والولايات المتحدة. بينما فاز ميغل أنخل أستورياس بجائزة نوبل في الأدب عام 1967 عن روايته السيد الرئيس والتي أثارت الجدل خلال الحرب الأهلية في غواتيمالا. صورت الرواية أهوال الحرب التي عانى منها الغواتيماليون خلال حكم الحكومات العسكرية.

### الصحافة
يوجد في غواتيمالا ست صحف وطنية، وخمس قنوات تلفزيونية وطنية، وبرنامجين إخباريين والعديد من المحطات الإذاعية الإخبارية المحلية. من بين أكثر البرامج الإخبارية الإذاعية شهرة باتروياخي إنفورماتيفو و راديو سونورا و راديو بيريوديكو «إل انديبندينتي» من راديو نويفو موندو. الصحف هي: سيغلو 21 وبرينسا ليبري  وأل ديا  و لا أورا ونويسترو دياريو. بينما البرامج الإخبارية على التلفزيون هي نوتي 7 نسخة محفوظة 7 أكتوبر 2011 على موقع واي باك مشين. وتيليسنترو تريسي.

## المصدر
1. ↑  Banco de Guatemala 1996.
2. ↑  Aguirre 1949، صفحة 254.
3. ↑  "Demographic and socio-economic" en. مؤرشف من الأصل في 2019-08-29. اطلع عليه بتاريخ 2019-12-24. {{استشهاد ويب}}: الوسيط غير صالح |script-title=: بادئة مفقودة (مساعدة)
4. ↑   http://www.imf.org/external/pubs/ft/weo/2017/02/weodata/weorept.aspx?pr.x=32&pr.y=7&sy=2015&ey=2022&scsm=1&ssd=1&sort=country&ds=.&br=1&c=258&s=NGDPD%2CPPPGDP%2CNGDPDPC%2CPPPPC&grp=0&a=. {{استشهاد ويب}}: |url= بحاجة لعنوان (مساعدة) والوسيط |title= غير موجود أو فارغ (من ويكي بيانات) (مساعدة)
5. 1 2 3 4 5 6 7 8 9 10 11 12 13 14 15 16  . قاعدة بيانات البنك الدولي. {{استشهاد ويب}}: الوسيط |title= غير موجود أو فارغ (من ويكي بيانات) (مساعدة) والوسيط |مسار= غير موجود أو فارع (مساعدة)
6. 1 2 3  "Guatemala". International Monetary Fund. مؤرشف من الأصل في 2017-11-16. اطلع عليه بتاريخ 2011-04-21.
7. ↑  "GDP, PPP (current international $) / Data" en. قاعدة بيانات البنك الدولي. البنك الدولي. مؤرشف من الأصل في 2019-07-24. اطلع عليه بتاريخ 2019-06-08. {{استشهاد ويب}}: الوسيط غير صالح |script-title=: بادئة مفقودة (مساعدة)
8. ↑   نسخة محفوظة 15 أكتوبر 2021 على موقع واي باك مشين.
9. ↑   https://web.archive.org/web/20190404033335/https://www.imf.org/external/datamapper/NGDP_RPCH@WEO?year=2016. مؤرشف من الأصل في 2019-04-04. {{استشهاد ويب}}: الوسيط |title= غير موجود أو فارغ (مساعدة)
10. ↑  "Total reserves (includes gold, current US$) / Data" en. قاعدة بيانات البنك الدولي. البنك الدولي. مؤرشف من الأصل في 2019-07-27. اطلع عليه بتاريخ 2019-05-01. {{استشهاد ويب}}: الوسيط غير صالح |script-title=: بادئة مفقودة (مساعدة)
11. ↑  United Nations 2011، صفحة 129.
12. ↑  "Unemployment, total (% of total labor force) (modeled ILO estimate) / Data" en. مؤرشف من الأصل في 2019-08-28. اطلع عليه بتاريخ 2020-02-16. {{استشهاد ويب}}: الوسيط غير صالح |script-title=: بادئة مفقودة (مساعدة)
13. ↑   https://web.archive.org/web/20190404033339/https://www.imf.org/external/datamapper/PCPIEPCH@WEO?year=2016. مؤرشف من الأصل في 2019-04-04. {{استشهاد ويب}}: الوسيط |title= غير موجود أو فارغ (مساعدة)
14. ↑  "International Numbering Resources Database" (بالإنجليزية). Retrieved 2016-07-08.
15. ↑  {{استشهاد ويب
|مسار =https://www.ine.gob.gt/presentacion-de-resultados/
المعهد الوطني الغواتيمالي للإحصاء.
| سنة تعداد السكان	= 2020 
| ترتيب تعداد السكان	=  
| الذكور	=  8,659,734 
| الإناث	=  8,942,697 
| عدد الأسر =  
| كثافة السكان كم2	= 154.82 نسمة
| ترتيب كثافة السكان	= 85 
| عدد سكان الحضر	=  
| عدد سكان الريف	=  
| متوسط العمر	=  73.409 سنة (2016)[3] نسمة

التعداد السكاني
17263239  (2018)[4]  

الذكور
8223795  (2019)[5]
8348500  (2020)[5]
8470073  (2021)[5]
8590378  (2022)[5]   

الإناث
8380231  (2019)[5]
8509834  (2020)[5]
8639673  (2021)[5]
8767508  (2022)[5]   

عدد سكان الحضر
8540945  (2019)[5]
8738685  (2020)[5]
8938987  (2021)[5]
9141704  (2022)[5]  

عدد سكان الريف
8063081  (2019)[5]
8119648  (2020)[5]
8170759  (2021)[5]
8216182  (2022)[5]  

متوسط العمر
73.409 سنة (2016)  

الحكم

نظام الحكم
جمهورية رئاسية

الرئيس
برناردو أريفالو (15 يناير 2024-)

نائب الرئيس
غييرمو كاستيلو رييس

السلطة التشريعية
كونغريس غواتيمالا  [لغات أخرى]‏  

التأسيس والسيادة

الاستقلال
التاريخ

تاريخ التأسيس
1821

عن إسبانيا
15 سبتمبر 1821

اعترفت بها إسبانيا
25 يوليو 1850

عن الإمبراطورية المكسيكية الأولى
1 يوليو 1823

الناتج المحلي الإجمالي

سنة التقدير
2010

 ← الإجمالي
$70.150 مليار [6]

 ← الإجمالي عند تعادل القوة الشرائية
138,141,869,322 دولار جيري-خميس (2017)[7]

 ← للفرد
$4,884 [6]

الناتج المحلي الإجمالي الاسمي

سنة التقدير
2021

 ← الإجمالي
$85 مليار[8] (70)

 ← للفرد
$2,887 [6]

معدل نمو الناتج المحلي الإجمالي الحقيقي
3.0 نسبة مئوية (2016)[9]

إجمالي الاحتياطي
11,765,104,230 دولار أمريكي (2017)[10]

معامل جيني

الرقم
55.1

السنة
2002

التصنيف
مرتفع

مؤشر التنمية البشرية

السنة
2011

المؤشر
0.574 [11]

التصنيف
متوسط (125)

معدل البطالة
3 نسبة مئوية (2014)[12]

اقتصاد
         

معدل الضريبة القيمة المضافة
12 نسبة مئوية  

السن القانونية
18 سنة  

 بيانات أخرى
         

العملة
كتزال GTQ

البنك المركزي
بنك جواتيمالا  

معدل التضخم
4.2 نسبة مئوية (2016)[13]

رقم هاتف
الطوارئ
123  [لغات أخرى]‏ (الحماية المدنية)[14]
128  [لغات أخرى]‏ (خدمات طبية طارئة)<ref name='wikidata-6bc66ae882aecaa2d23d15a7021b93de899176e0'>"International Numbering Resources Database" (بالإنجليزية). Retrieved 2016-07-08.
16. ↑  {{استشهاد ويب
|مسار =www.censopoblacion.gt
معهد الإحصاء الوطني غواتيمالا - التقديرات والتوقعات السكانية الوطنية "المنهجية والنتائج الرئيسية".

| تعداد السكان = 16،858،333
[15]
110  [لغات أخرى]‏ (شرطة)<ref name='wikidata-4fa49b34e397d8c1035826d42c25d07e7c36930d'>"International Numbering Resources Database" (بالإنجليزية). Retrieved 2016-07-10.
17. ↑  {{استشهاد ويب
|مسار =https://www.ine.gob.gt/proyecciones/#tab-1596820541180-3-7 
المعهد الوطني للإحصاء ڨواتيمالا.
| سنة توقع عدد السكان	= 2023  
| ترتيب توقع عدد السكان	= 72 
[16]
120  [لغات أخرى]‏ (شرطة)<ref name='wikidata-4fa49b34e397d8c1035826d42c25d07e7c36930d'>"International Numbering Resources Database" (بالإنجليزية). Retrieved 2016-07-10.
18. ↑  "Biodiversity Hotspots-Mesoamerica-Overview". Conservation International. مؤرشف من الأصل في 2008-07-04. اطلع عليه بتاريخ 2007-02-01.
19. ↑  guate.net -&nbspThis website is for sale! -&nbspguate Resources and Information نسخة محفوظة 4 أكتوبر 2012 على موقع واي باك مشين.
20. ↑  Guatemala QuestConnect.org. Retrieved February 2, 2010. نسخة محفوظة 25 يناير 2017 على موقع واي باك مشين.
21. ↑  Mary Esquivel de Villalobos. "Ancient Guatemala". Authentic Maya. مؤرشف من الأصل في 2018-11-06. اطلع عليه بتاريخ 2007-04-29.
22. ↑  Barbara Leyden. "Pollen Evidence for Climatic Variability and Cultural Disturbance in the Maya Lowlands" (PDF). University of Florida. مؤرشف من الأصل (PDF) في 2009-03-24.
23. ↑  "Chronological Table of Mesoamerican Archaeology". Regents of the University of California : Division of Social Sciences. مؤرشف من الأصل في 2014-02-12. اطلع عليه بتاريخ 2007-04-29.
24. ↑  Trigger, Bruce G. and Washburn, Wilcomb E. and Adams, Richard E. W. The Cambridge History of the Native Peoples of the Americas. 2000, page 212.
25. ↑  Richardson Benedict Gill (2000). "The great Maya droughts: water, life, and death". University of New Mexico Press. p.384. ISBN 0-8263-2774-5 نسخة محفوظة 19 مارس 2015 على موقع واي باك مشين.
26. ↑  Dr. Richardson Gill, The Great Maya Droughts (2000), University of New Mexico Press.
27. ↑  Dr. Richardson Gill, The Great Maya Droughts (2000), University of New Mexico Press
28. ↑  Lienzo de Quauhquechollan digital map exhibition on the History of the conquest of Guatemala. نسخة محفوظة 19 أغسطس 2014 على موقع واي باك مشين.
29. ↑  Douglas R. White, The Marriage Core of the Elite Network of Colonial Guatemala (2002),  UC Irvine School of Social Sciences. نسخة محفوظة 13 مارس 2011 على موقع واي باك مشين.
30. ↑  Frederick Douglass Opie, Black Labor Migration in Caribbean Guatemala, 1882–1923,(University of Florida Press, 2009), chapters 2–3.
31. ↑  Nicholas Cullather, Secret History: The CIA’s Classified Account of its Operation in Guatemala, 1952–1954 (Stanford University Press, 1999) pp24-7, based on the CIA archives
32. ↑  "Outright Murder". Time.com. 11 فبراير 1980. مؤرشف من الأصل في 2013-08-26. اطلع عليه بتاريخ 2010-06-01.
33. 1 2  "Conclusions: Human rights violations, acts of violence and assignment of responsibility". Guatemala: Memory of Silence. Guatemalan Commission for Historical Clarification. مؤرشف من الأصل في 2013-04-12. اطلع عليه بتاريخ 2006-12-26.
34. ↑  "Gibson film angers Mayan groups". BBC News. December 8, 2006. نسخة محفوظة 03 أكتوبر 2017 على موقع واي باك مشين.
35. ↑  Babington, Charles (11 مارس 1999). "Clinton: Support for Guatemala Was Wrong". Washington Post. ص. Page A1. {{استشهاد بخبر}}: الوسيط |تاريخ الوصول بحاجة لـ |مسار= (مساعدة)
36. ↑  "CIA World Factbook, Guatemala". July 2011. مؤرشف من الأصل في 8 مايو 2019. اطلع عليه بتاريخ 12. August 2011. {{استشهاد ويب}}: تحقق من التاريخ في: |تاريخ الوصول= (مساعدة)
37. ↑  "CIA – The World Factbook". Cia.gov. مؤرشف من الأصل في 2019-05-08. اطلع عليه بتاريخ 2010-12-23.
38. ↑  Montserrat Gorina-Ysern. "OAS Mediates in Belize-Guatemala Border Dispute". ASIL Insights. American Society of International Law. مؤرشف من الأصل في 2018-12-15. اطلع عليه بتاريخ 2007-04-29.
39. ↑  Jorge Luján Muñoz, director general. (2005). Historia General de Guatemala. Guatemala: Asociación de Amigos del País. ISBN:84-88622-07-4.
40. ↑  "MAB Biosphere Reserves Directory". UNESCO. مؤرشف من الأصل في 2018-07-31. اطلع عليه بتاريخ 2010-06-01.
41. ↑  "Guatemala". World Factbook. CIA. مؤرشف من الأصل في 2019-05-08. اطلع عليه بتاريخ 2007-12-17.
42. ↑  "Population Statistics". Populstat.info. مؤرشف من الأصل في 2018-07-23. اطلع عليه بتاريخ 2010-06-01.
43. ↑  "Migration Information Statistics". Migrationinformation.org. مؤرشف من الأصل في 2014-02-15. اطلع عليه بتاريخ 2010-06-01.
44. 1 2  The تعداد الولايات المتحدة 2000 recorded 480,665 Guatemalan-born respondents; see Smith (2006)
45. 1 2 3 4 5 6 7 8 9  Smith, James (أبريل 2006). DRC Migration, Globalisation and Poverty "Global Labour Mobility". مؤرشف من DRC Migration, Globalisation and Poverty الأصل في 2020-05-14. {{استشهاد ويب}}: تحقق من قيمة |مسار أرشيف= (مساعدة) وتحقق من قيمة |مسار= (مساعدة)
46. ↑  "Guatemala" (PDF). مؤرشف من الأصل (PDF) في 2016-03-03. اطلع عليه بتاريخ 2010-06-01.
47. ↑  "Embajada de Guatemala en España". Embajadaguatemala.es. مؤرشف من الأصل في 2019-04-25. اطلع عليه بتاريخ 2010-06-01.
48. ↑  "CIA – The World Factbook – Field Listing :: Population below poverty line". Cia.gov. مؤرشف من الأصل في 2019-05-08. اطلع عليه بتاريخ 2010-12-23.
49. ↑  "CIA – The World Factbook:: Population below poverty line". CIA World Fact Book. مؤرشف من الأصل في 2016-12-25. اطلع عليه بتاريخ 2009-01-09.
50. ↑  "CIA – The World Factbook – Guatemala". Cia.gov. مؤرشف من الأصل في 2019-05-08. اطلع عليه بتاريخ 2010-12-23.
51. ↑  Dan Oancea: Mining In Central America http://magazine.mining.com/Issues/0901/MiningCentralAmerica.pdf نسخة محفوظة 2013-01-16 على موقع واي باك مشين.
52. ↑  "Guatemala Report 2006: Summary Review" Amnesty International, 2006. Retrieved January 26, 2007. نسخة محفوظة 16 سبتمبر 2013 على موقع واي باك مشين.
53. ↑  WIPO. "Global Innovation Index 2023, 15th Edition". www.wipo.int (بالإنجليزية). Archived from the original on 2023-10-22. Retrieved 2023-10-29.
54. ↑  المنظمة العالمية للملكية الفكرية (2024). "Global Innovation Index 2024. Unlocking the Promise of Social Entrepreneurship". www.wipo.int. Geneva. ص. 18. DOI:10.34667/tind.50062. ISBN:978-92-805-3681-2. مؤرشف من الأصل في 2024-12-10. اطلع عليه بتاريخ 2024-10-01.
55. ↑  "retrieved September 28, 2009". Latinartmuseum.com. 1 أكتوبر 2009. مؤرشف من الأصل في 2018-10-11. اطلع عليه بتاريخ 2010-06-01.
56. ↑  "retrieved September 28, 2009". Latinartmuseum.com. مؤرشف من الأصل في 2018-10-21. اطلع عليه بتاريخ 2010-06-01.
57. ↑  leyes/2003/Leyes en PDF/Decretos 2003/Decreto 19-2003.pdf "Ley de Idiomas Nacionales, Decreto Número 19-2003" (PDF) (بالإسبانية). El Conreso de la Republica de Guatemala. Archived from the original (PDF) on 2015-09-24. Retrieved 2007-06-10. {{استشهاد ويب}}: تحقق من قيمة |مسار أرشيف= (help)
58. ↑  "state department". State.gov. 15 سبتمبر 2006. مؤرشف من الأصل في 2012-01-19. اطلع عليه بتاريخ 2010-06-01.
59. ↑  Focolare (website):From Guatemala: the focolare, a school of inculturation -Thursday, July 28, 2011 نسخة محفوظة 7 نوفمبر 2018 على موقع واي باك مشين.
60. ↑  "Guatemalan Catholics and Mayas: The Future of Dialogue - by Duffey, Michael K". مؤرشف من الأصل في 2020-03-08. {{استشهاد ويب}}: |archive-date= / |archive-url= timestamp mismatch (مساعدة)
61. ↑  "Guatemala". State.gov. 3 أبريل 2007. مؤرشف من الأصل في 2012-01-13. اطلع عليه بتاريخ 2010-06-01.
62. ↑  "Guatemala City Guatemala Temple Main". Lds.org. مؤرشف من الأصل في 2010-11-27. اطلع عليه بتاريخ 2010-06-01.
63. ↑  "Temples – LDS Newsroom". Newsroom.lds.org. مؤرشف من الأصل في 2010-06-17. اطلع عليه بتاريخ 2010-06-01.
64. ↑  http://www.dccalendar.lds.org/ldsnewsroom/eng/contact-us/guatemala%7B%7Bوصلة مكسورة|date=February 2011}} نسخة محفوظة 2020-06-20 على موقع واي باك مشين.
65. ↑  "Quetzaltenango Guatemala Temple – Mormonism, The Mormon Church, Beliefs, & Religion". MormonWiki. مؤرشف من الأصل في 2019-04-14. اطلع عليه بتاريخ 2010-06-01.
66. ↑  "Templo Quetzaltenango". Mormones.org.gt. مؤرشف من الأصل في 2012-04-25. اطلع عليه بتاريخ 2010-06-01.
67. ↑  "LA Literacy Rates". UNESCO Institute for Statistics. سبتمبر 2006. مؤرشف من الأصل في 2011-06-10. اطلع عليه بتاريخ 2007-01-15.
68. ↑  Walter Randolph Adams and John P. Hawkins, Health Care in Maya Guatemala: Confronting Medical Pluralism in a Developing Country (Norman: University of Oklahoma Press, 2007), 4–10.
69. ↑  "''Prensa Libre''". Prensalibre.com.gt. مؤرشف من الأصل في 2019-01-17. اطلع عليه بتاريخ 2010-06-01.
70. ↑  "''El Periódico''". Elperiodico.com.gt. مؤرشف من الأصل في 2019-05-28. اطلع عليه بتاريخ 2010-06-01.
71. ↑  "''Siglo Veintiuno''". Sigloxxi.com. مؤرشف من الأصل في 2006-07-20. اطلع عليه بتاريخ 2010-06-01.

- Historia General de Guatemala, 1999, several authors ISBN 84-88522-07-4

## للمزيد من المطالعة
- Eisermann, Knut and Avendaño, Claudia. "Annotated Checklist of the Birds of Guatemala". Lynx Edicions. Hbw.com. مؤرشف من الأصل في 2023-03-08. اطلع عليه بتاريخ 2010-06-01.{{استشهاد ويب}}:  صيانة الاستشهاد: أسماء متعددة: قائمة المؤلفين (link)
- "Chapter Ten: Guatemala". Politics of Latin America: The Power Game. Oxford University Press. 2002. ISBN:0195123174. {{استشهاد بكتاب}}: تجاهل المحلل الوسيط |المحررين= لأنه غير معروف (مساعدة)
- مؤتمر كراكاس

## وصلات خارجية
- بعثة تقصي الحقائق في غواتيمالا: نتائج وتوصيات
- خريطة غواتيمالا بخطوط الطول والعرض
- حكومة غواتيمالا (بالإسبانية)
- الرئيس وأعضاء الحكومة
- صور من غواتيمالا
- 360° صور بانورامية من غواتيمالا